# Culture du Maroc

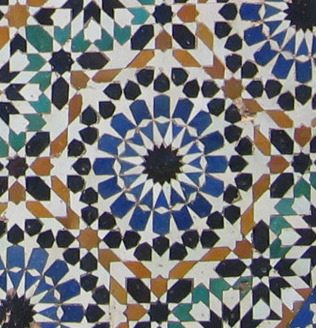
Mosaïque traditionnelle

La culture du Maroc, désigne d'abord les pratiques culturelles observables des 37 millions d'habitants du Maroc, pays du Maghreb (estimation 2023, contre 4 millions vers 1900, 10 vers 1950, 20 vers 1980), à quoi ajouter près de 4 à 5 millions des diasporas marocaines.

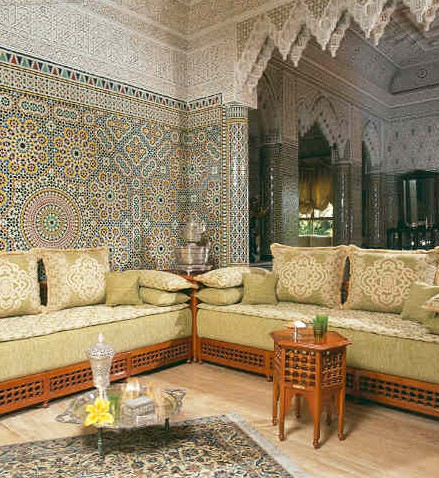
Salon marocain

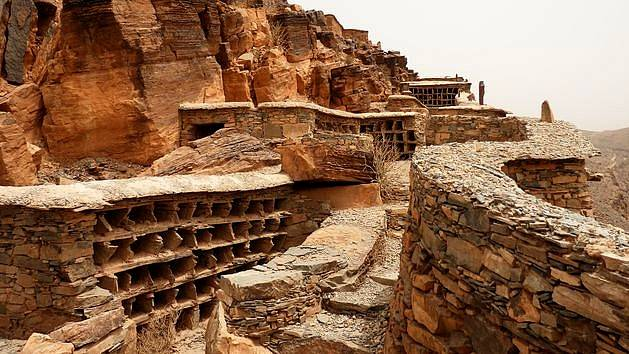
Ruches traditionnelles

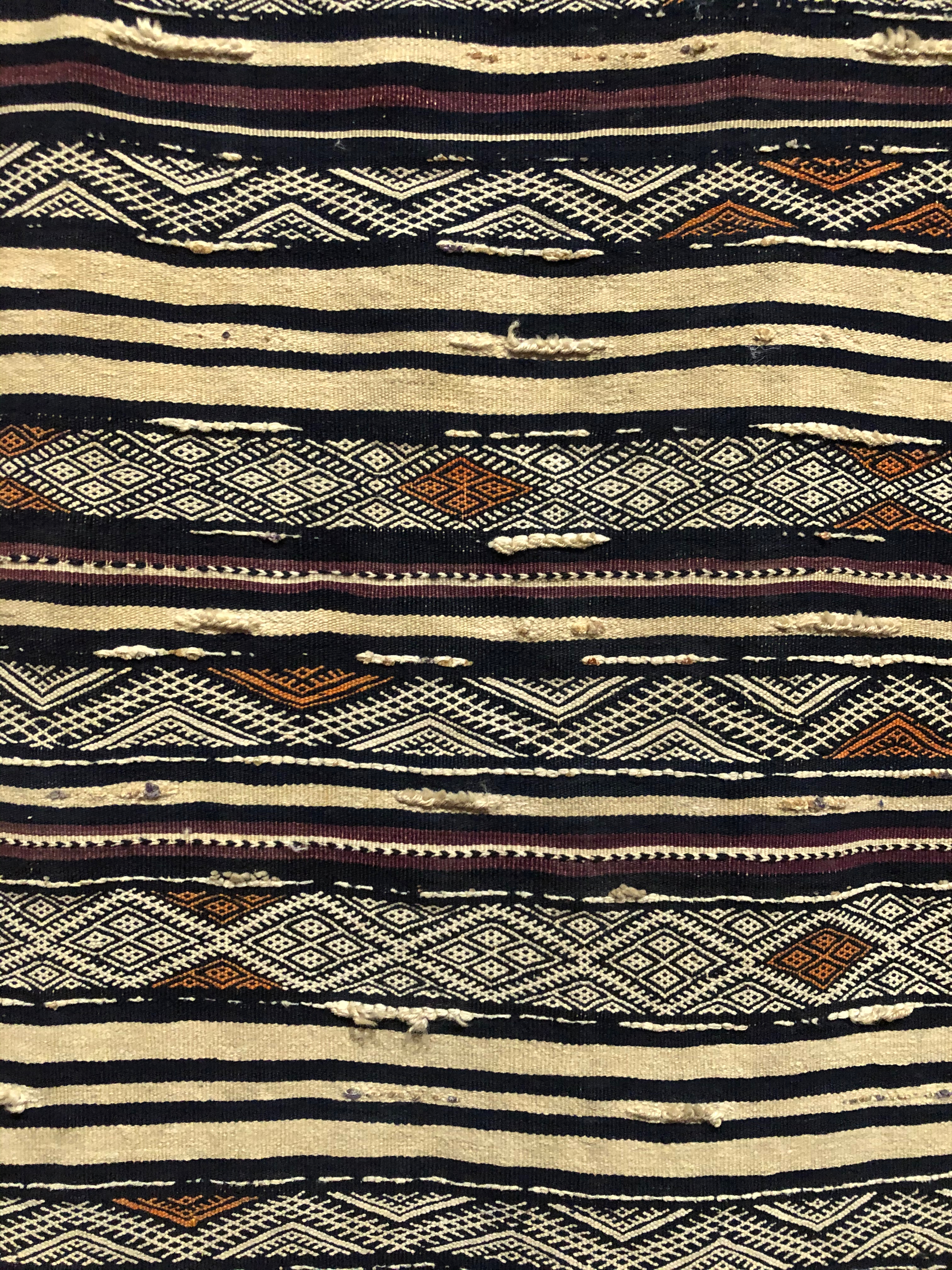
Hendira de laine

La culture marocaine présente différents aspects, qui sont développés ci-dessous.
Son emplacement géographique fait du Maroc un pays au carrefour de cultures et influences : Arabe, Berbère, Afrique subsaharienne, et Europe. Cette mosaïque de cultures et d'influences confère au Maroc une agréable richesse culturelle.

## Langues et ethnies

### Langues
- Langues au Maroc
  - Langues de l'Atlas
  - Langue française au Maroc
  - Arabe marocain

### Ethnies
- Génétique de la population marocaine

## Traditions

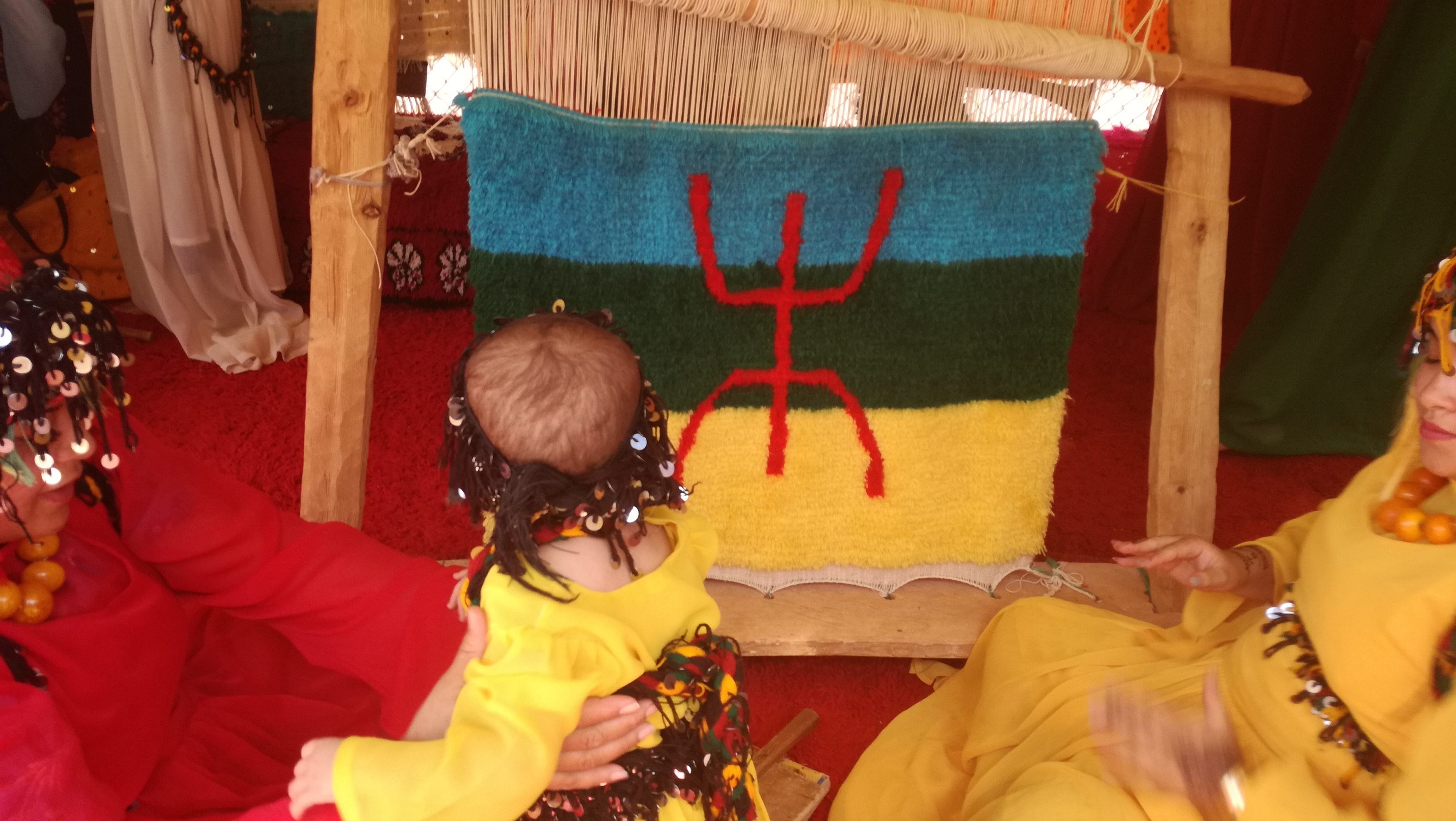
Culture amazigh

- - Tenue amazigh, Calendrier berbère, Croyances berbères
  - Culture zayane

### Symboles
- Armoiries du Maroc
- Hymne national (Maroc)
- Emblème animal : lion de l'Atlas

### Religion
- Religion au Maroc
- Islam au Maroc (> 95 %)
  - Zaouïa (édifice religieux)
- Christianisme au Maroc (1,1 %)
  - Marcel le Centurion (-298)
  - Cassien de Tingis (-298)
  - Muley Xeque (en) (1566-1621)
  - Albert Peyriguère (1883-1959)
  - Charles-André Poissonnier (1897-1938)
  - Patricia Saint-John (1919-1993)
- Église orthodoxe russe de Rabat
- Histoire des Juifs au Maroc (Juifs marocains)
- Bouddhisme au Maroc (0,01 %)

### Places
- Place Jemaa el-Fna
- Franc-maçonnerie au Maroc

## Société
- Démographie du Maroc
- Marocains, Maghrébins
- Diaspora marocaine, Conseil de la communauté marocaine à l'étranger
  - Diaspora marocaine en France, Marocains en Belgique, Diaspora marocaine aux Pays-Bas

### Éducation
- Système éducatif au Maroc
- Collège royal (Maroc) (1942)
- Liste des universités au Maroc
- Institut français du Maroc

### Droit
- Droits de l'homme au Maroc
- Moudawana
- Corruption au Maroc

### Genre
- Condition des femmes au Maroc
- Femmes du Maroc
- Mythe de l'enfant endormi

## Sport

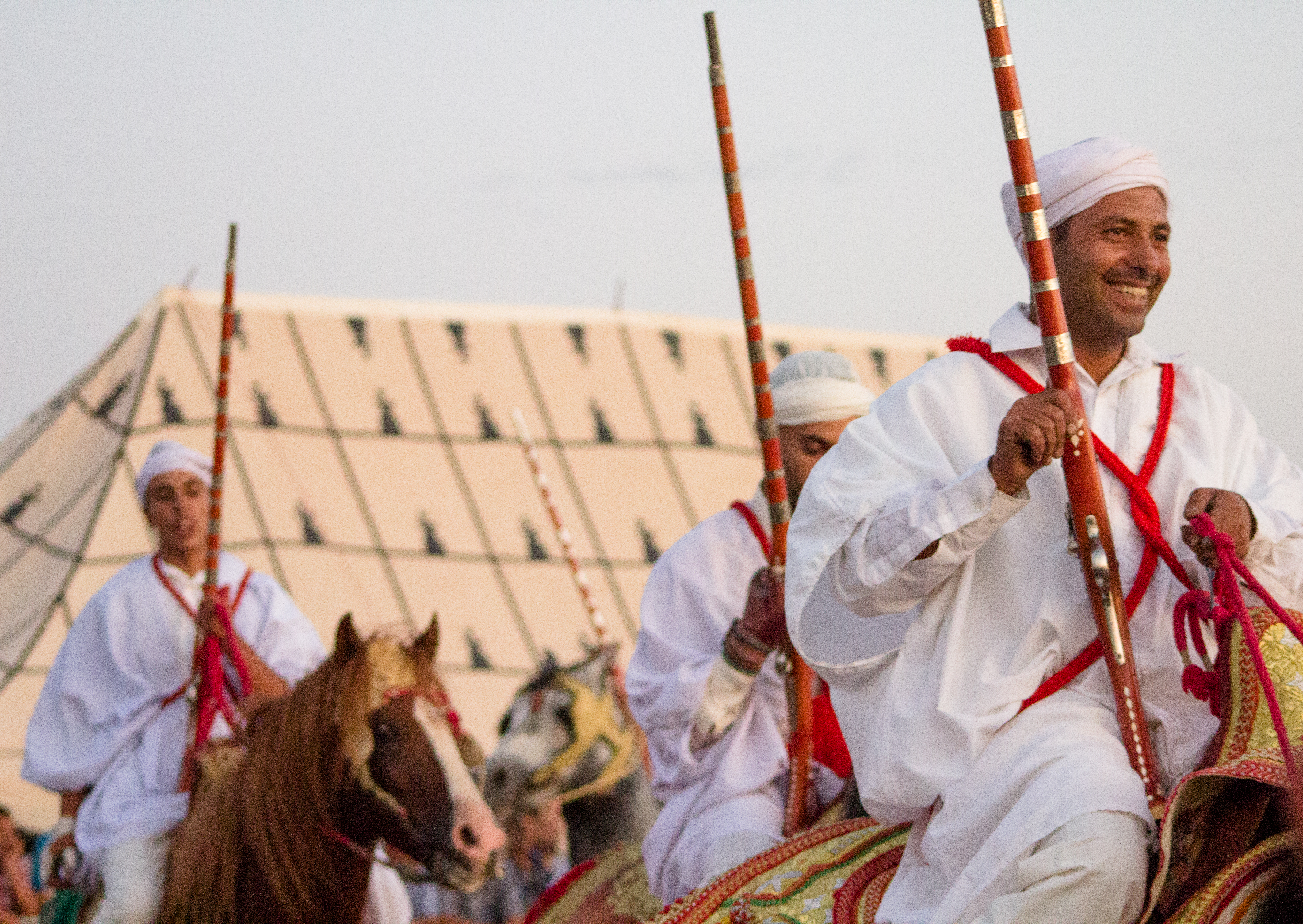
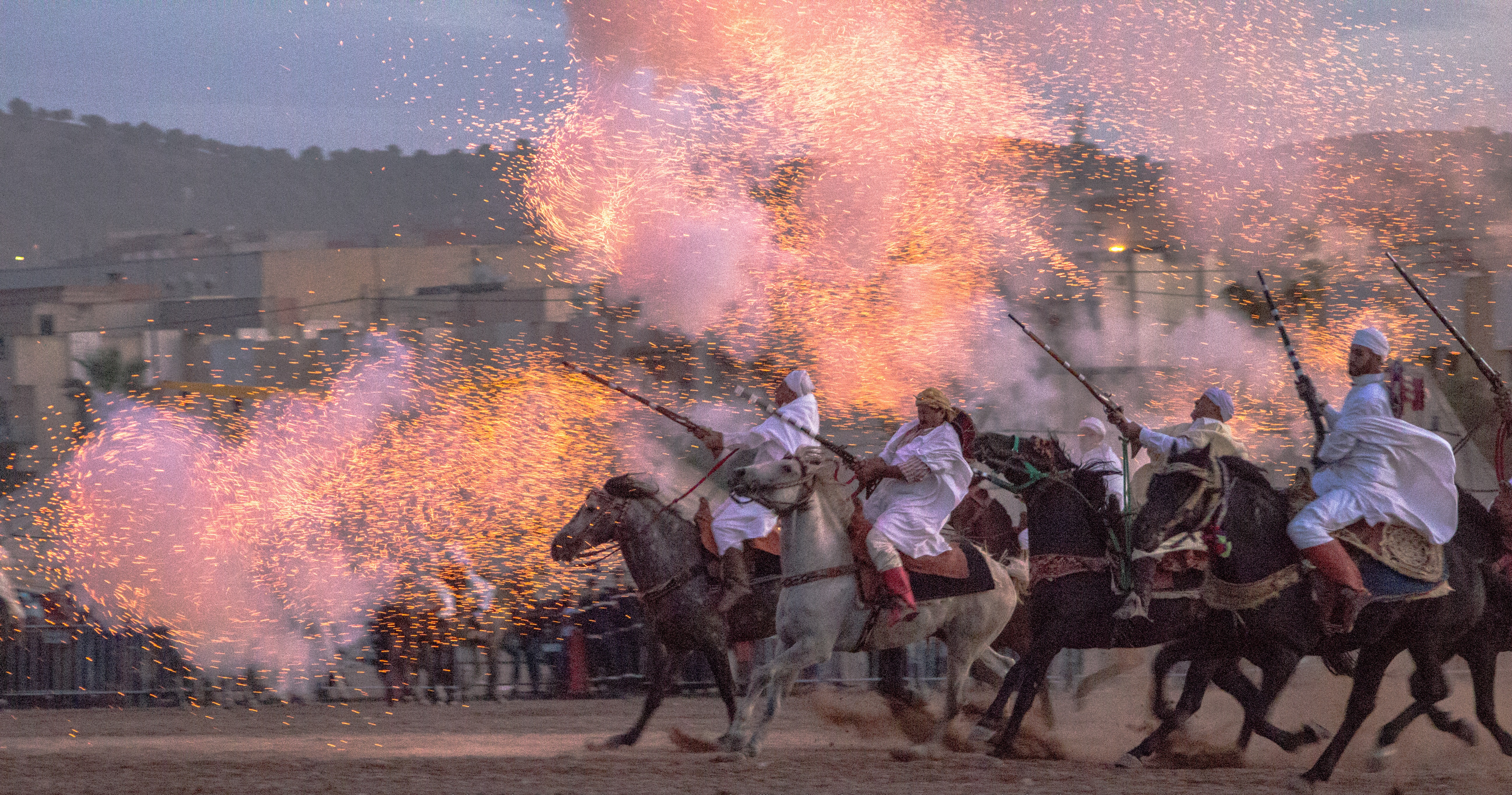
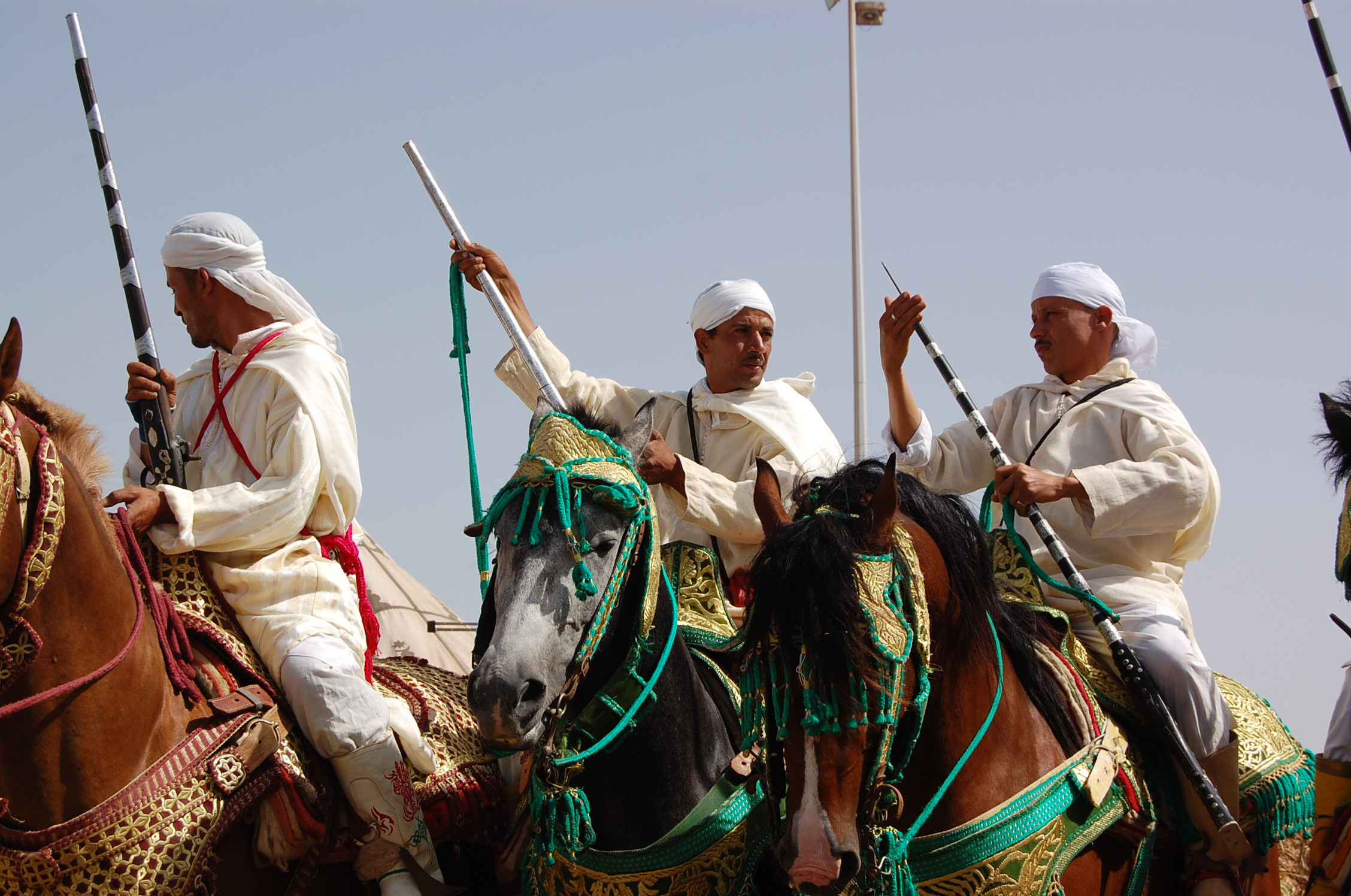

- Sport au Maroc
- Sports traditionnels
  - Fantasia (cavalerie)
  - Chirra[1]
  - Al Hite[2]

## Gastronomie

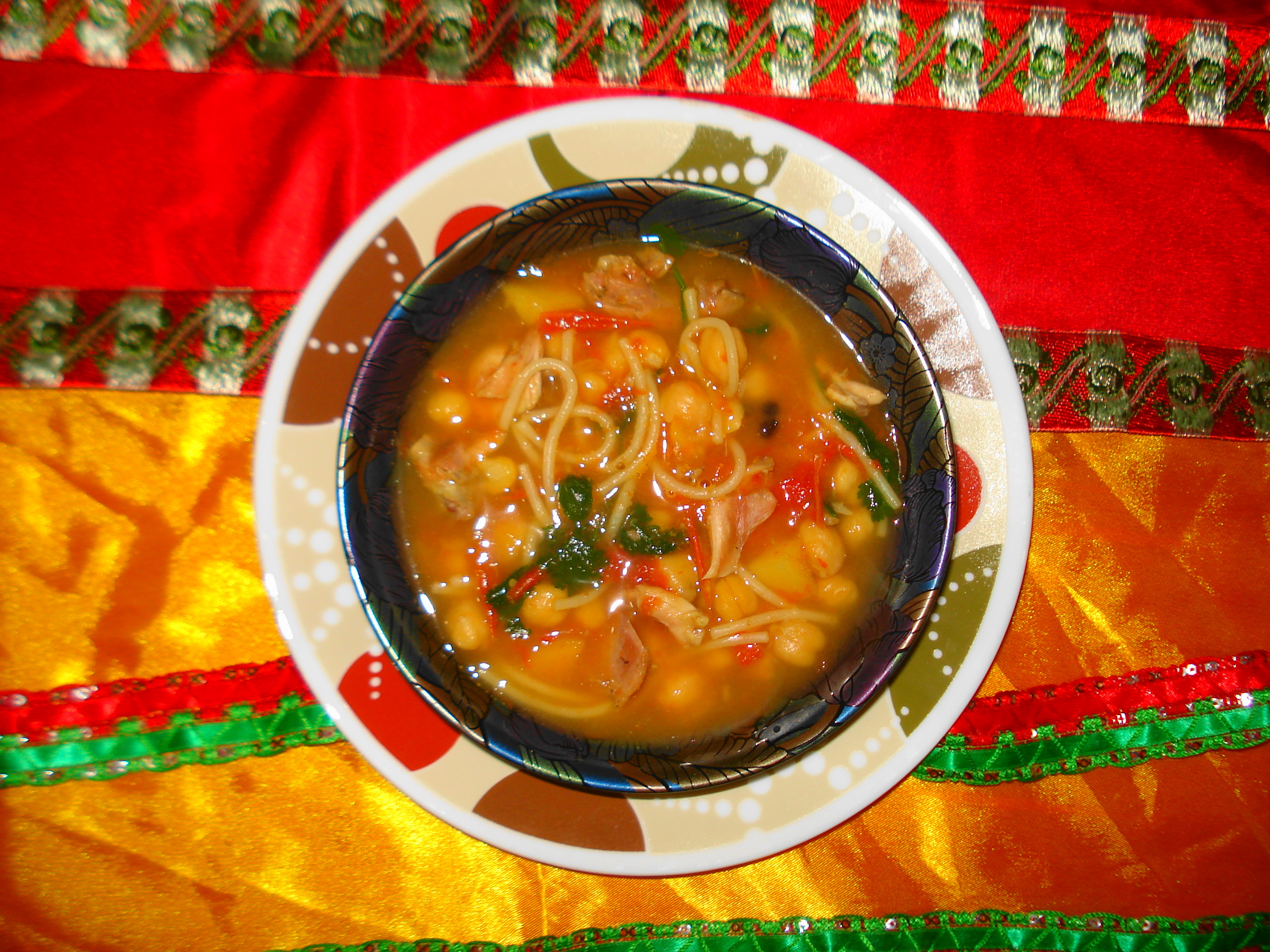
Harira

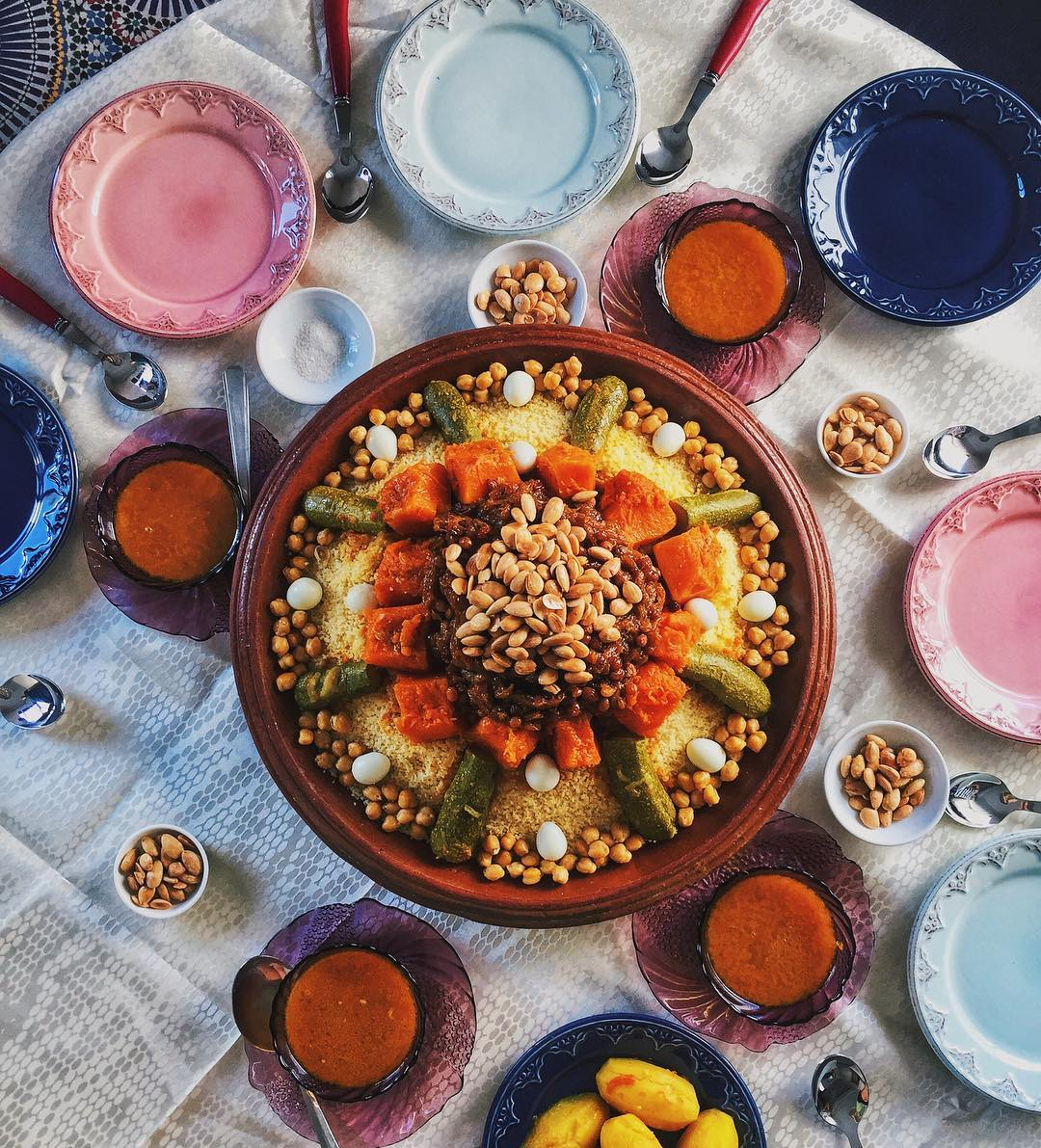
Couscous du vendredi

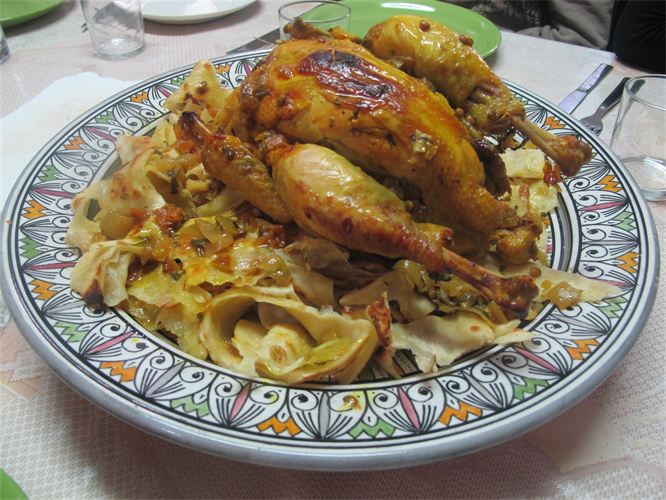
Rfissa

Au Maroc, la gastronomie naît dans les maisons, puis connaît sa croissance dans les cuisines. C'est un secteur raffiné qui reste le plus souvent informel, sauf pour quelques exceptions. La volonté de sauvegarder cet héritage culinaire est un moteur transmissible familialement et communautairement.
- Le tajine : plat en terre cuite d'origine marocaine plus précisément berbère, utilisé pour cuire des recettes de viandes, poissons, légumes, fruits secs, épices etc. Les recettes de tajines marocains les plus connues et consommées sont "djaj mhamar" poulet rôti aux olives et citron, et tajine de bœuf aux pruneaux.
- Le méchoui : agneau ou mouton entier rôti sur les braises de charbon, non flamboyantes. Il est arrosé durant la cuisson de beurre et d'eau salée. On le sert chaud et en entier, souvent saupoudré de cumin.
- Le kaâke : c'est un gâteau à base de farine et d'huile ou de beurre, très populaire. Il présente l'avantage d'être à la portée de toutes les bourses et de se conserver pendant plusieurs semaines.
- Couscous : repas familial consommé généralement le vendredi après la prière. Il est à base de semoule, il existe plusieurs variétés de couscous dont le plus connu est communément appelé "couscous au sept légumes" , servi avec des légumes (pas nécessairement sept) , de la viande de bœuf ou de mouton avec un supplément de raisins secs et d'oignons. Il est souvent accompagné du leben (lait fermenté) traditionnel comme boisson.

- La k'lila : fromage dur provenant du petit-lait de chèvre ou de chamelle. Il se mange avec des dattes chez les habitants de Figuig principalement.
- Le khliaa : morceaux de viandes marinées dans des épices et du sel, puis séchées et conservées dans du gras.
- Le kaddid ou Gueddid : à base de viande de mouton, marinée dans des épices et de l'huile et beaucoup de sel puis séchée à l'air libre. Cette viande est généralement consommée durant la période de Aid Al Addha, fête religieuse du sacrifice ou fête du mouton.
- La rfissa : mets culinaire marocain, à base de msemmen (crêpe maghrébine) ou de harcha(pain à base de semoule cuit sur la poêle), d'un bouillon d'oignons, de gingembre, de coriandre, de safran, de ras el hanout et de fenugrec
- La pastilla : c'est un plat traditionnel souvent présent dans les fêtes et les occasions, constitué de feuilles de bricks remplies d'un mélange sucré parfumé à la cannelle à base d'oignons, d'amandes et de poulet[4].
- Harira: c'est une soupe constituée essentiellement de tomates et de légumes secs souvent présente au mois de jeûne ramadan.
- Liste de plats marocains
- Pâtisserie marocaine

### Boissons
- Leben[5] ou Lben (babeurre)
- Jus de fruits, jus d'orange, lait d'amande
- Tasabounte, jus de dattes,
- Thé, thé à la menthe, thé à l'absinthe (chiba[6])
- Café, café cassé)
- Soda, Hawaï (boisson)[7]
- Bière : Société des Brasseries du Maroc
- Viticulture au Maroc, Sidi Brahim (vin)
- Liqueur de figues

## Artisanat
- Artisanat marocain

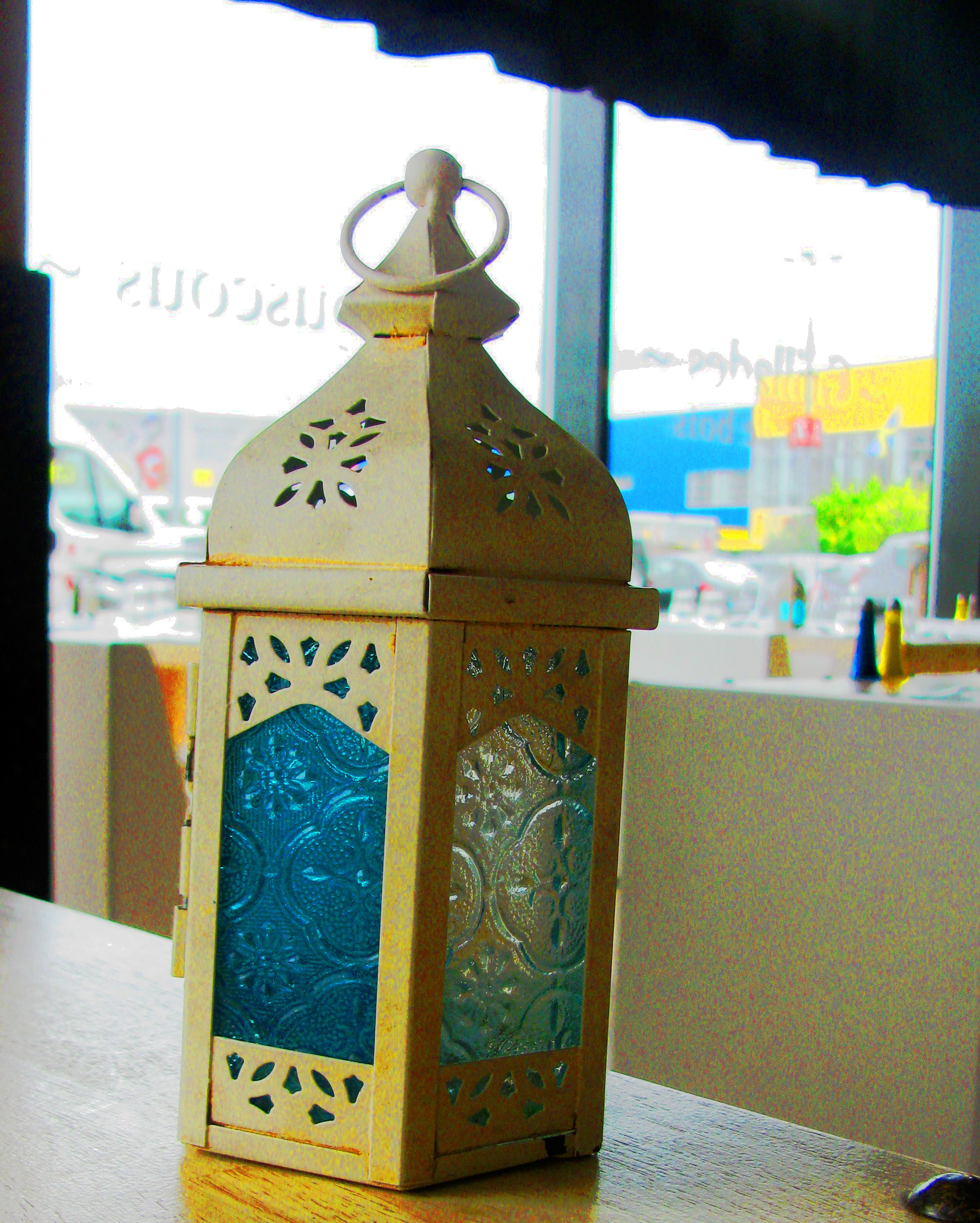
Petite lanterne marocaine

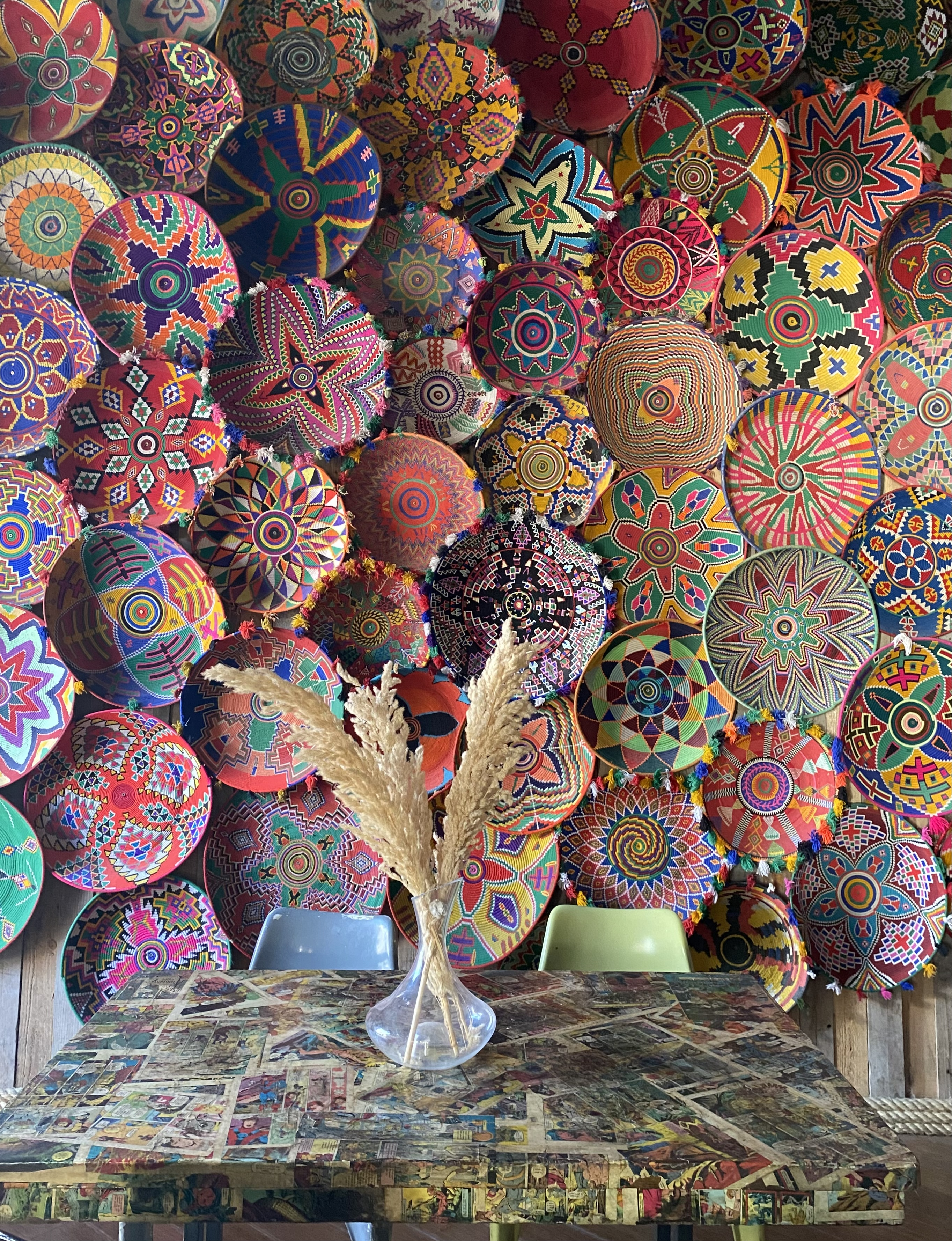
Mise en scène de vanneries colorées dans un café d'Essaouira.

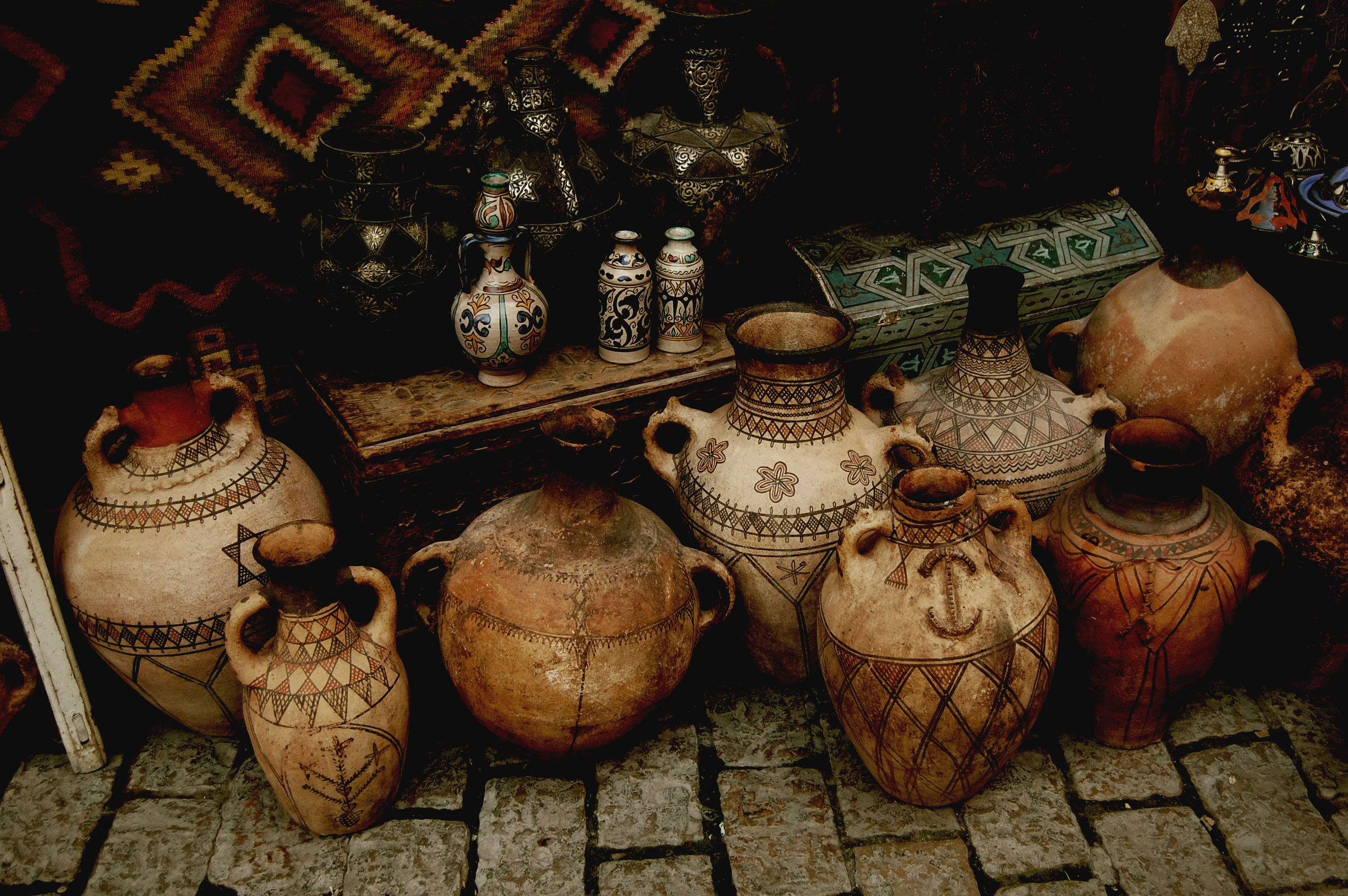
Poterie berbère dans la Medina de Fès

- Arts de l'Islam, Vocabulaire des arts de l'Islam
- Céramique islamique, Faïence hispano-mauresque
- Zellige, Motifs géométriques islamiques
- Gypserie
- Bijoux berbères, Bijoux kabyles
- Calligraphie dans le monde islamique
- Musée d'Art islamique de Marrakech

La région est très réputée par ses tapis de campagne, ses paniers et ses différents autres objets de grande utilité. Le tissage de tapis modernes et la broderie sont très prospères surtout dans les complexes artisanaux. D'autres objets de grande utilité sont fabriqués par les artisans de la région, tels que les tajines, les jarres, etc.,
Les tapis "Bou Charouet'" (qui voudrait dire mot à mot "le père chiffons") désigne des tapis fabriqués avec des bouts de tissus récupérés de vêtements et linges usés.
- Vêtements traditionnels : burnous, djellaba, gandoura, caftan, haïk, fez...
- Orfèvrerie d'argent berbère : fibule berbère...

## Les festivals du Maroc

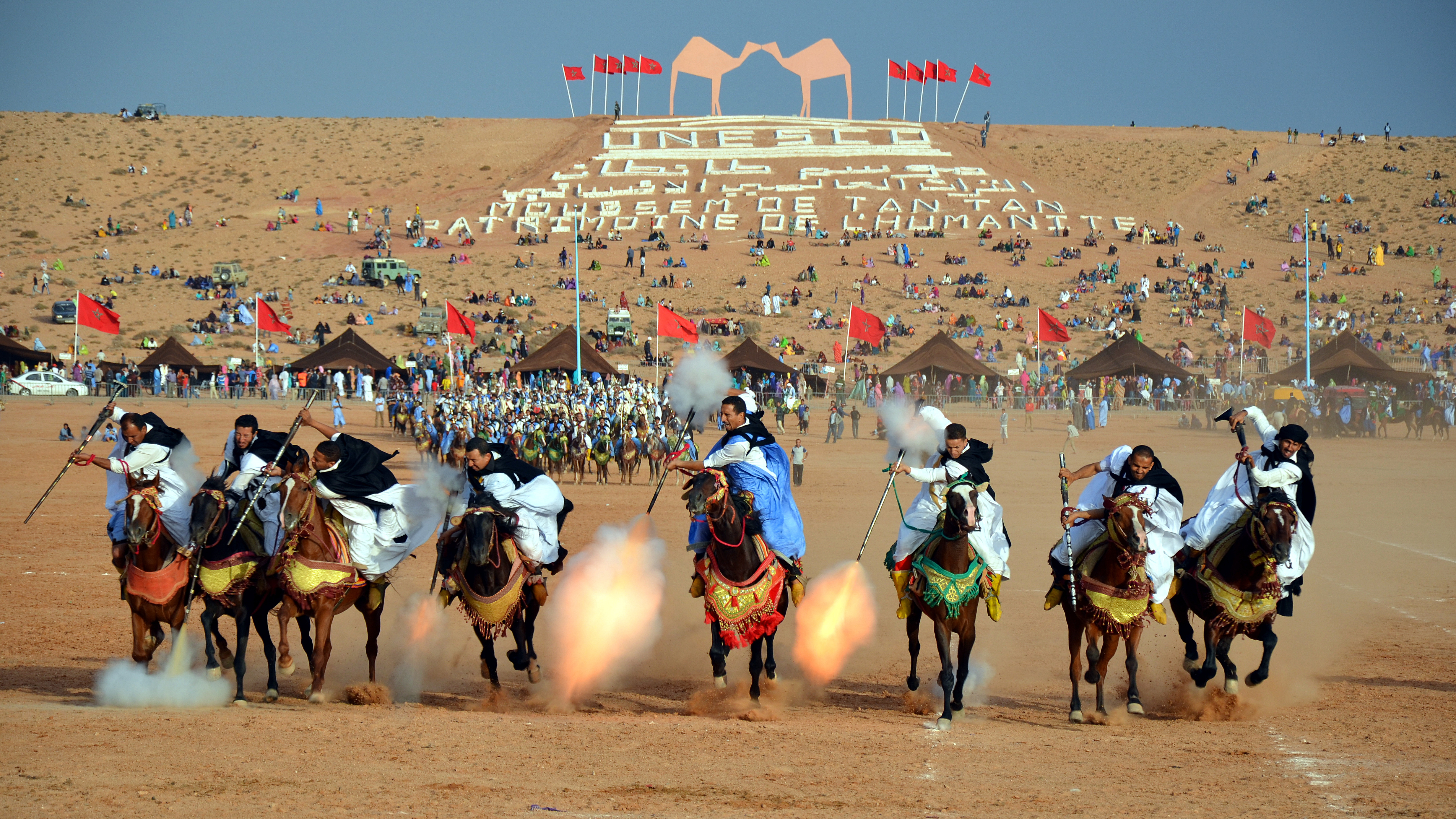
Fantasia lors du moussem de Tan-Tan (2013)

| Date                     | Fête et festivals                                       | Lieu                                        |
| ------------------------ | ------------------------------------------------------- | ------------------------------------------- |
| Février                  | Fête des amandiers                                      | Tafraout                                    |
| dernier week-end de mars | Jazzablanca Festival(Festival de Jazz et musique world) | Casablanca                                  |
| 1er week-end de mai      | Festival de musique classique                           | Fès                                         |
| Deuxième week-end de mai | Fête des roses                                          | El kelaa des m'gouna                        |
| Mai                      | Fête des cires                                          | Salé                                        |
| Mai                      | Festival Mawazine                                       | Rabat                                       |
| Mai                      | Fête du miel                                            | Imouzzer des Ida-Outanane (région d'Agadir) |
| Juin                     | Les symphonies du désert                                | Ouarzazate                                  |
| Juin                     | Fête de la musique                                      | Partout au Maroc                            |
| Juin                     | Festival l'karfour (Musicarrefour)                      | Oujda                                       |
| Juin                     | Fête des cerises                                        | Sefrou (région de Fès)                      |
| Juin                     | Fête des Figues                                         | Bouhouda (près de Taounate)                 |
| Juin                     | Festival des arts populaires                            | Marrakech                                   |
| Juin                     | Festival des musiques sacrées                           | Fès                                         |
| le jour de l'Achoura     | Sidi Mohammed Ben Nacer                                 | Tamegroute (près de Zagora)                 |
| Juin                     | festivals des Gnaoua                                    | Essaouira                                   |
| Juillet                  | Festivals des chameaux                                  | Guelmim                                     |
| Juillet                  | Fête du miel                                            | Imouzzer à 60 km d'Agadir                   |
| Juillet                  | Festival international du raï                           | Oujda                                       |
| Juillet                  | Festival des arts populaires de Marrakech               | Marrakech                                   |
| juillet                  | Festival de Casablanca                                  | Casablanca                                  |
| Août                     | Festival culturel d'Asilah                              | Asilah                                      |
| Août                     | Moussem Moulay Abdellah                                 | El Jadida                                   |
| Août                     | Moussem Moulay Idriss                                   | Zerhoun (région de Meknès)                  |
| Août                     | Festival des Fiançailles d'Imilchil                     | Haut Atlas oriental                         |
| Septembre                | Festival du cheval                                      | Tissa (région de Fès)                       |
| Septembre                | Festival de la Fantasia                                 | Meknès                                      |
| Octobre                  | Festival des dattes d'Erfoud                            | Erfoud                                      |
| Octobre                  | Fête des dattes                                         | Erfoud                                      |
| Octobre                  | Festival international du film de Marrakech             | Marrakech                                   |
| Décembre                 | Festival Timitar d'Agadir                               | Agadir                                      |
| Décembre                 | Fête des clémentines                                    | Berkane (près d'Oujda)                      |

## Littérature
- Littérature marocaine
  - Littérature de langue arabe
  - Littérature maghrébine francophone
  - Littérature latine d'Afrique romaine
  - Union des écrivains du Maroc
- Œuvres
  - Conte populaire au Maroc, Contes de Joujouka (1975)
- Institutions
  - Archives du Maroc (en) [9]
  - Bibliothèque nationale du royaume du Maroc
  - Maisons d'édition marocaines
  - Revues : Souffles (1966-1973), Intégral (1971-1977)
  - Prix littéraires : Prix du Maroc du livre, Prix Grand Atlas, Prix de La Mamounia (de), Prix Mohamed Brahim Bouallou (en), Prix Tchicaya U Tam'si pour la poésie africaine
  - Foire Internationale du Livre de Casablanca depuis 1994

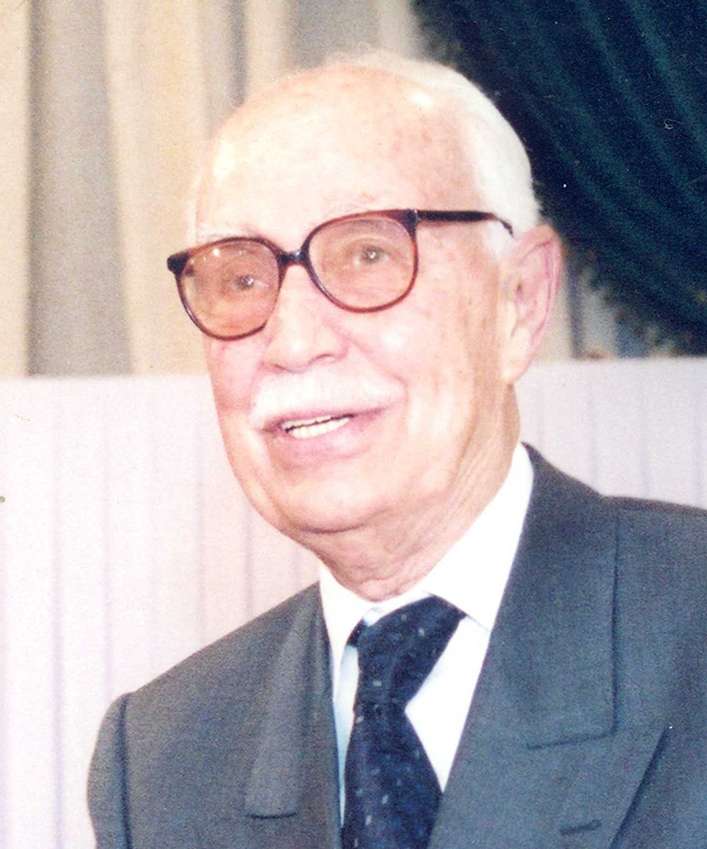
Abdelkrim Ghallab
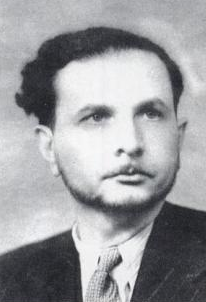
Allal El Fassi
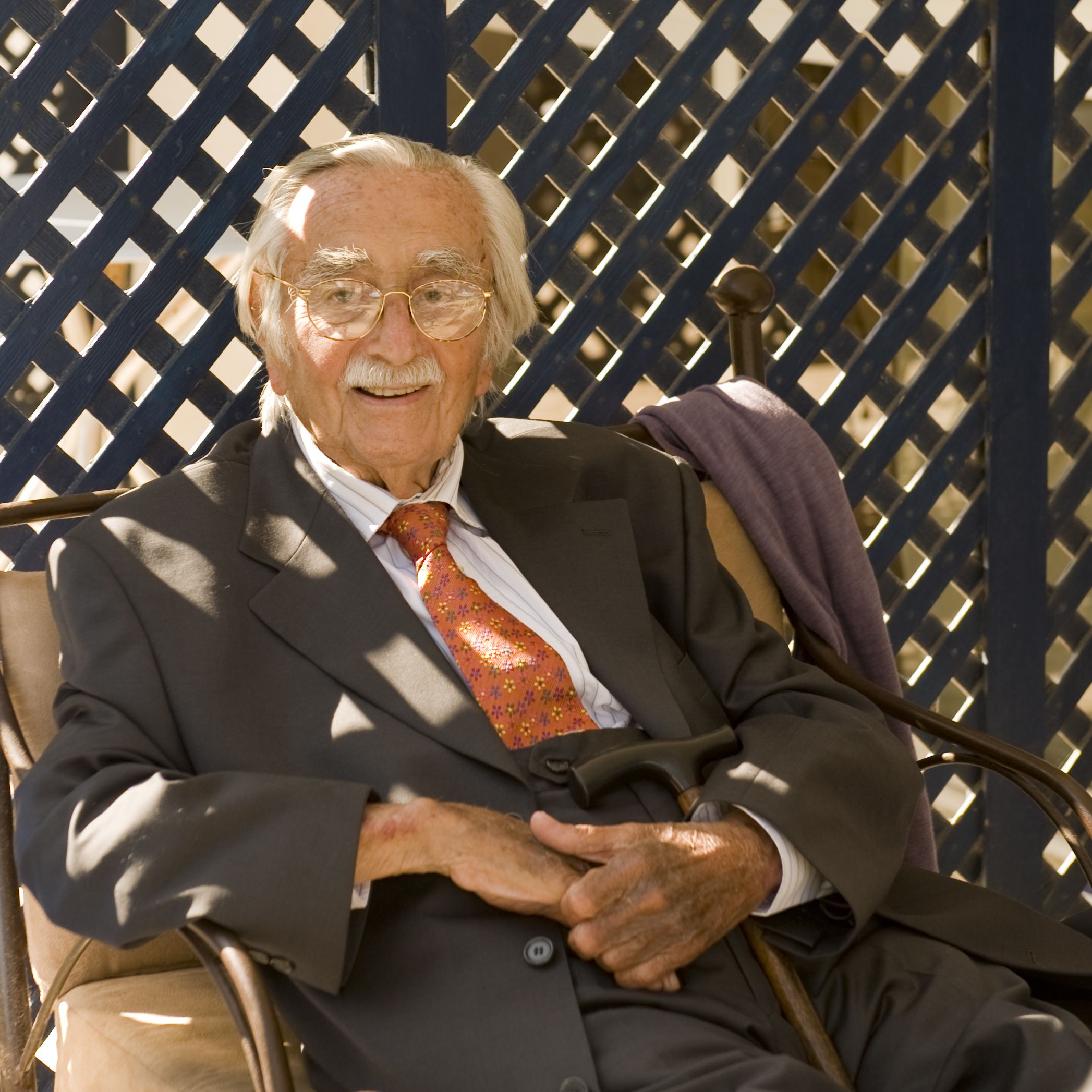
Edmond Amran El Maleh (1917-2010)
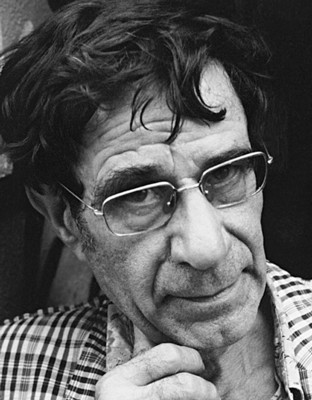
Driss Chraïbi (1926-2007)

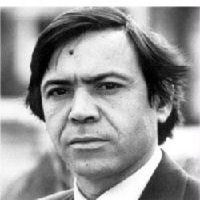
Mohammed Khaïr-Eddine (1941-1995)
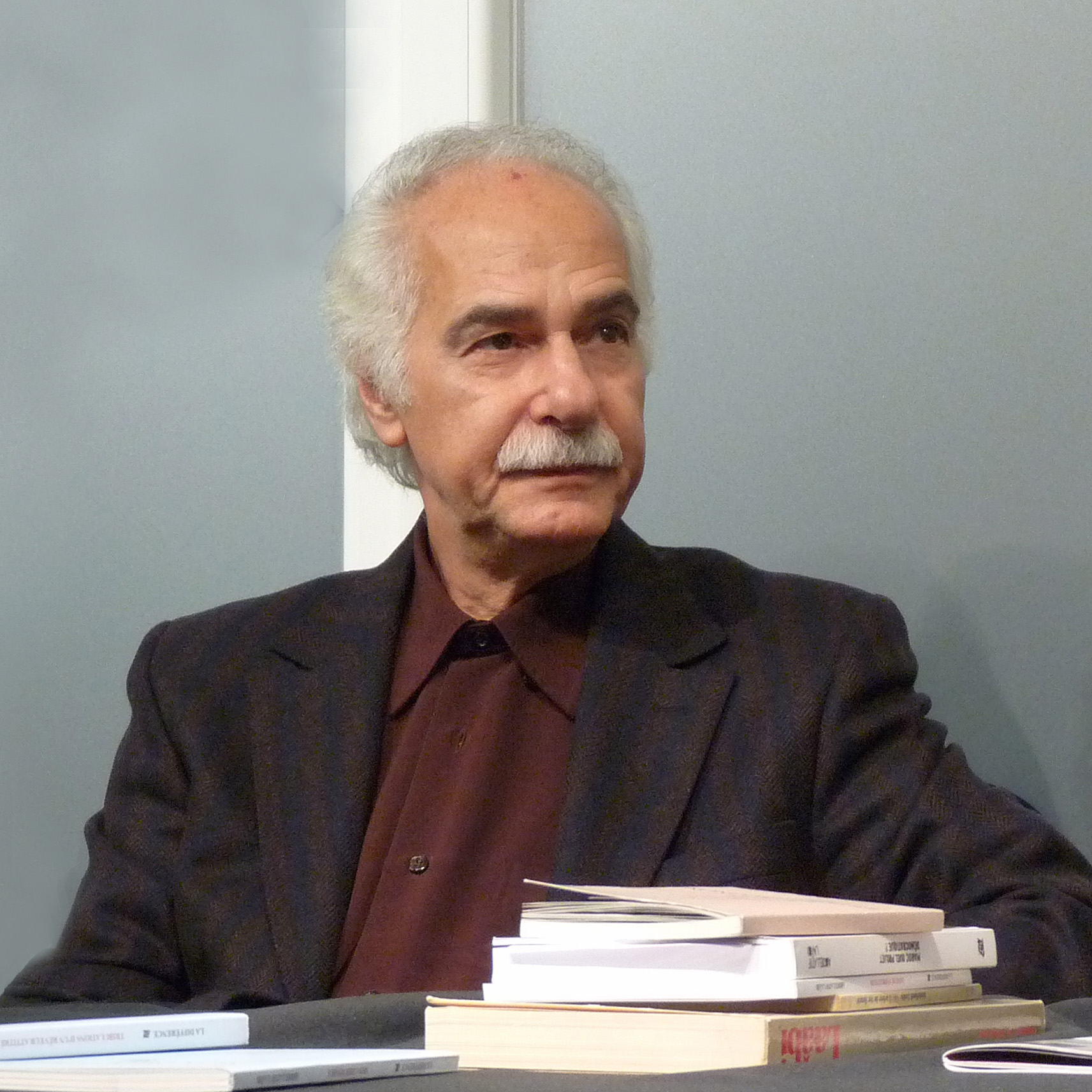
Abdellatif Laâbi (1942-)
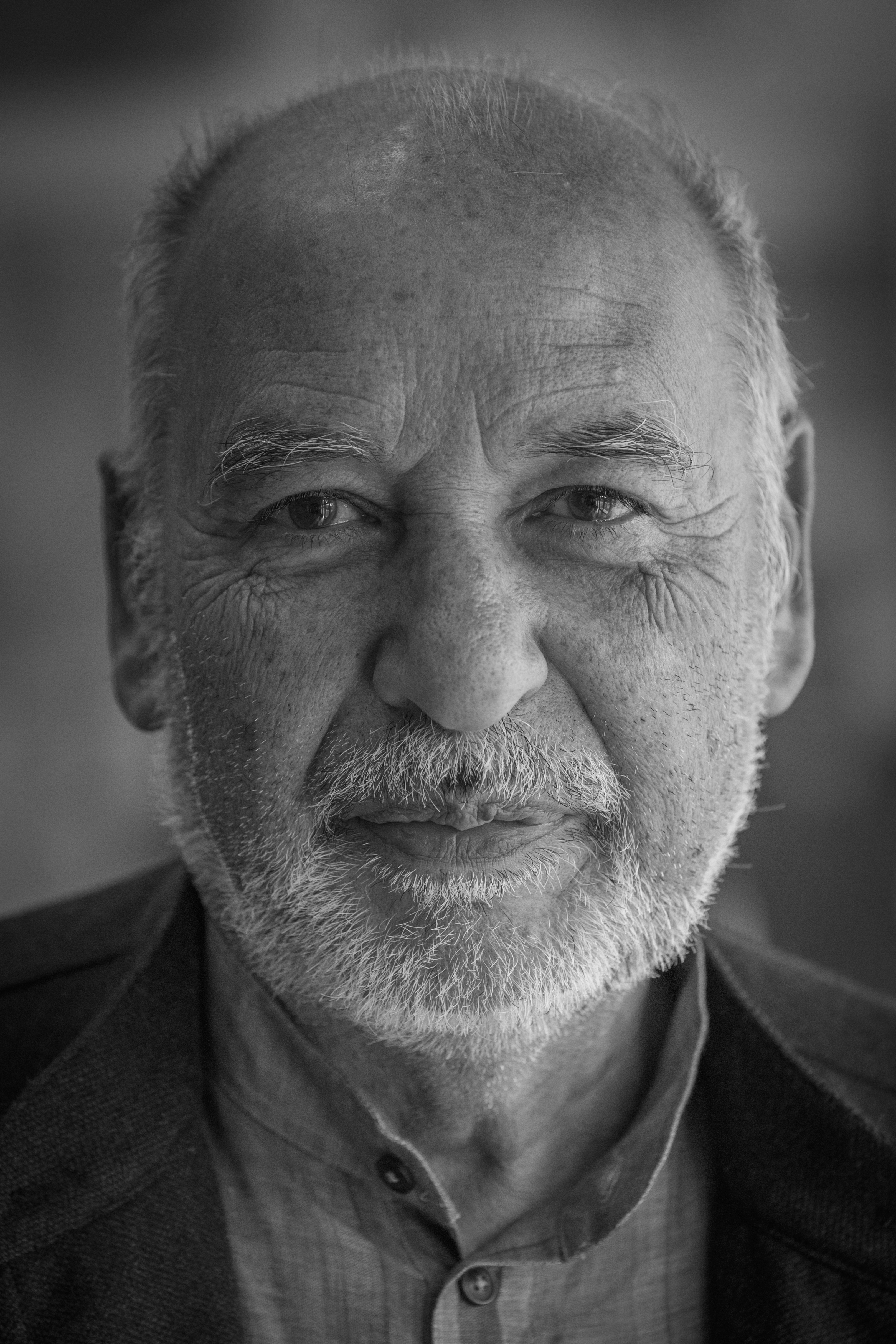
Tahar Ben Jelloun (1944-)

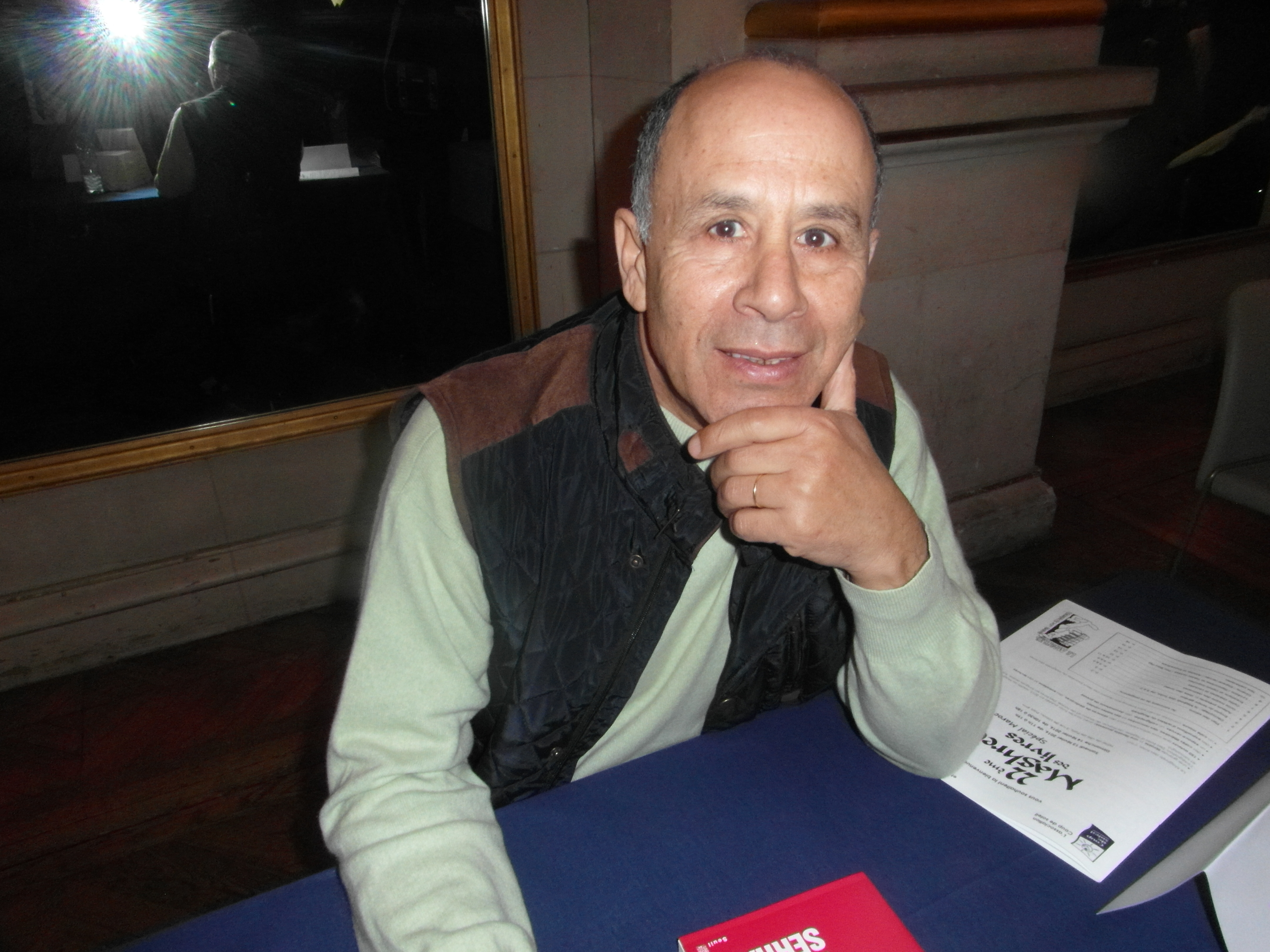
Abdelhak Serhane (1950-)
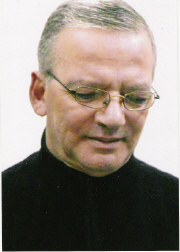
Abdelouahid Bennani (1958-)
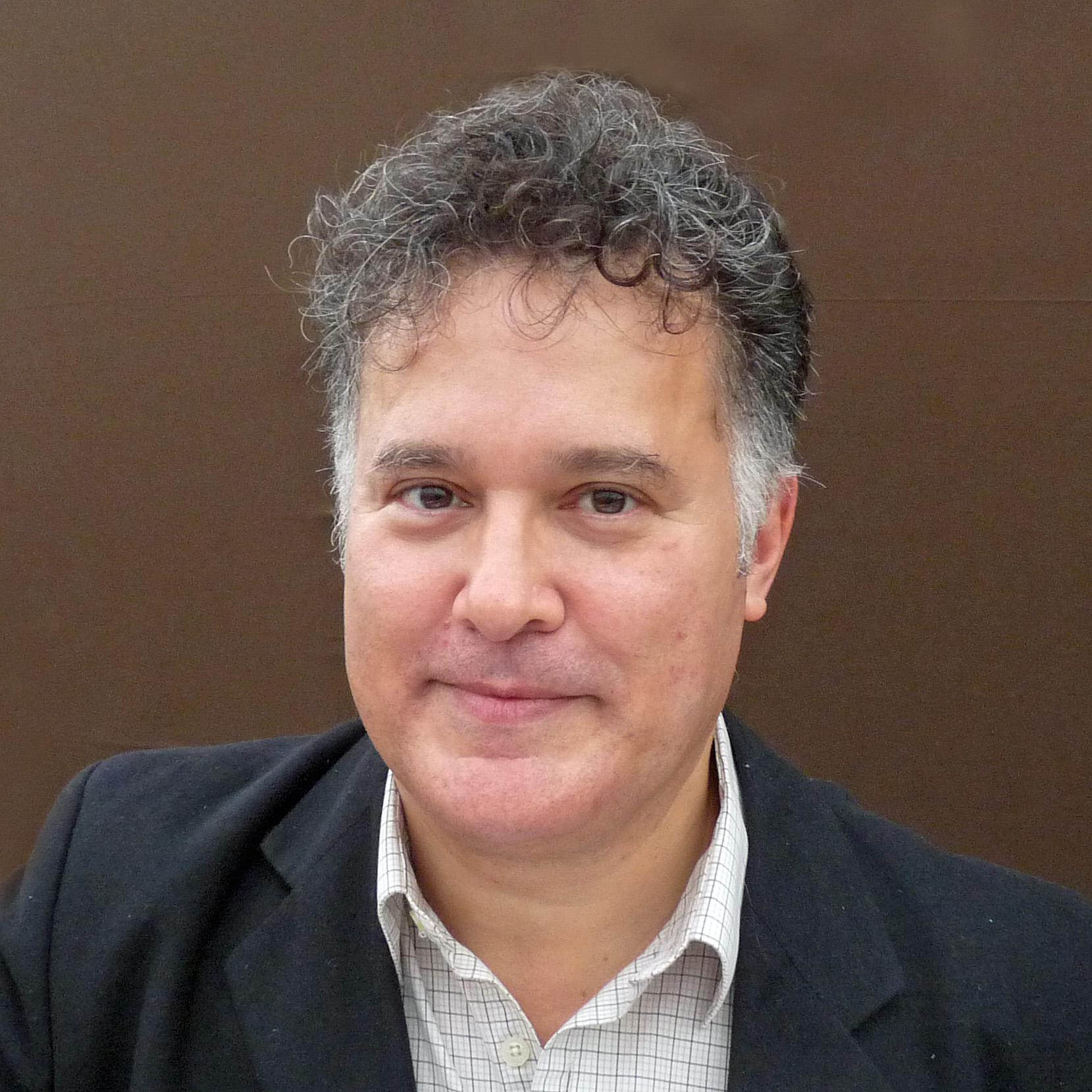
Fouad Laroui (1958-)

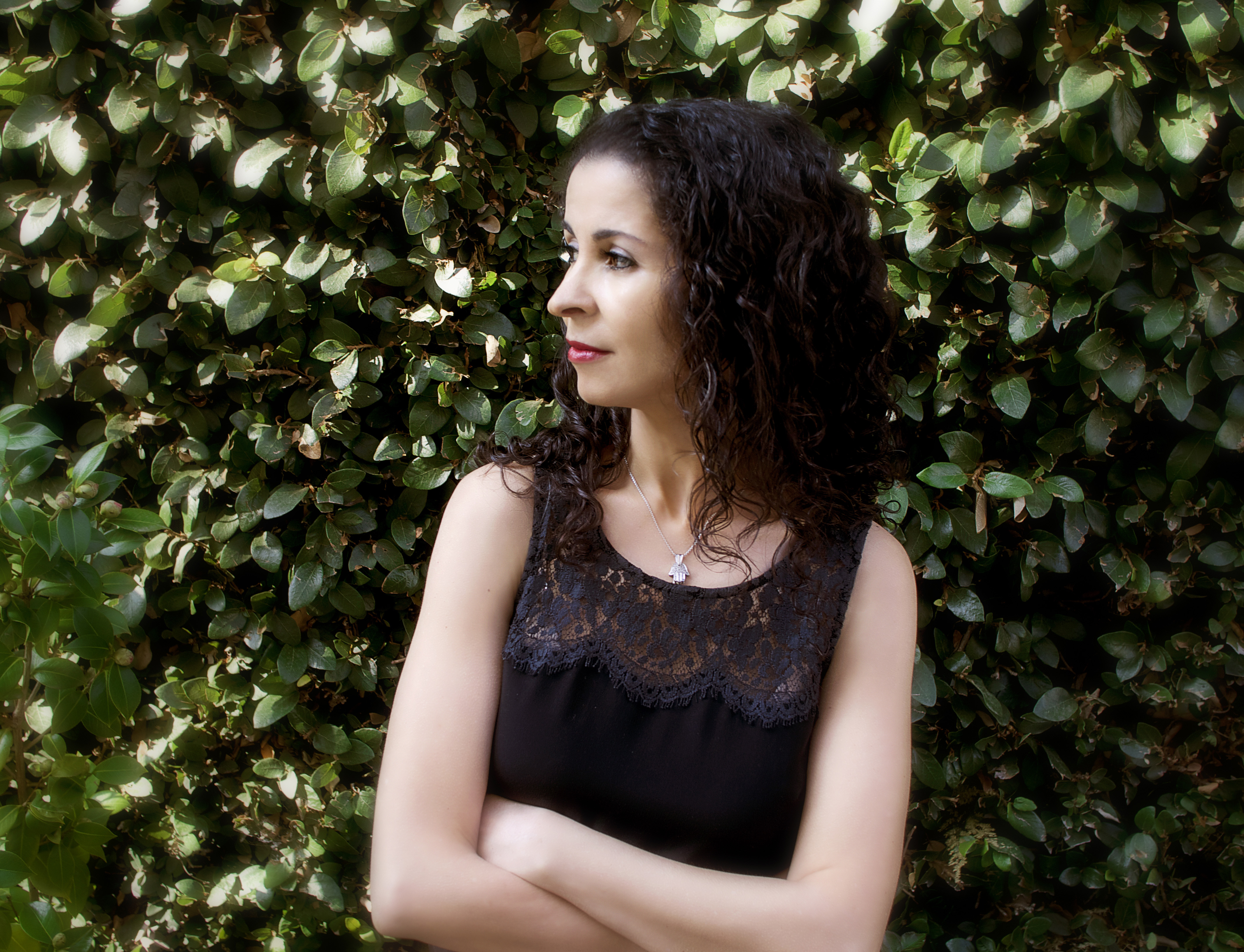
Laila Lalami (1968-)
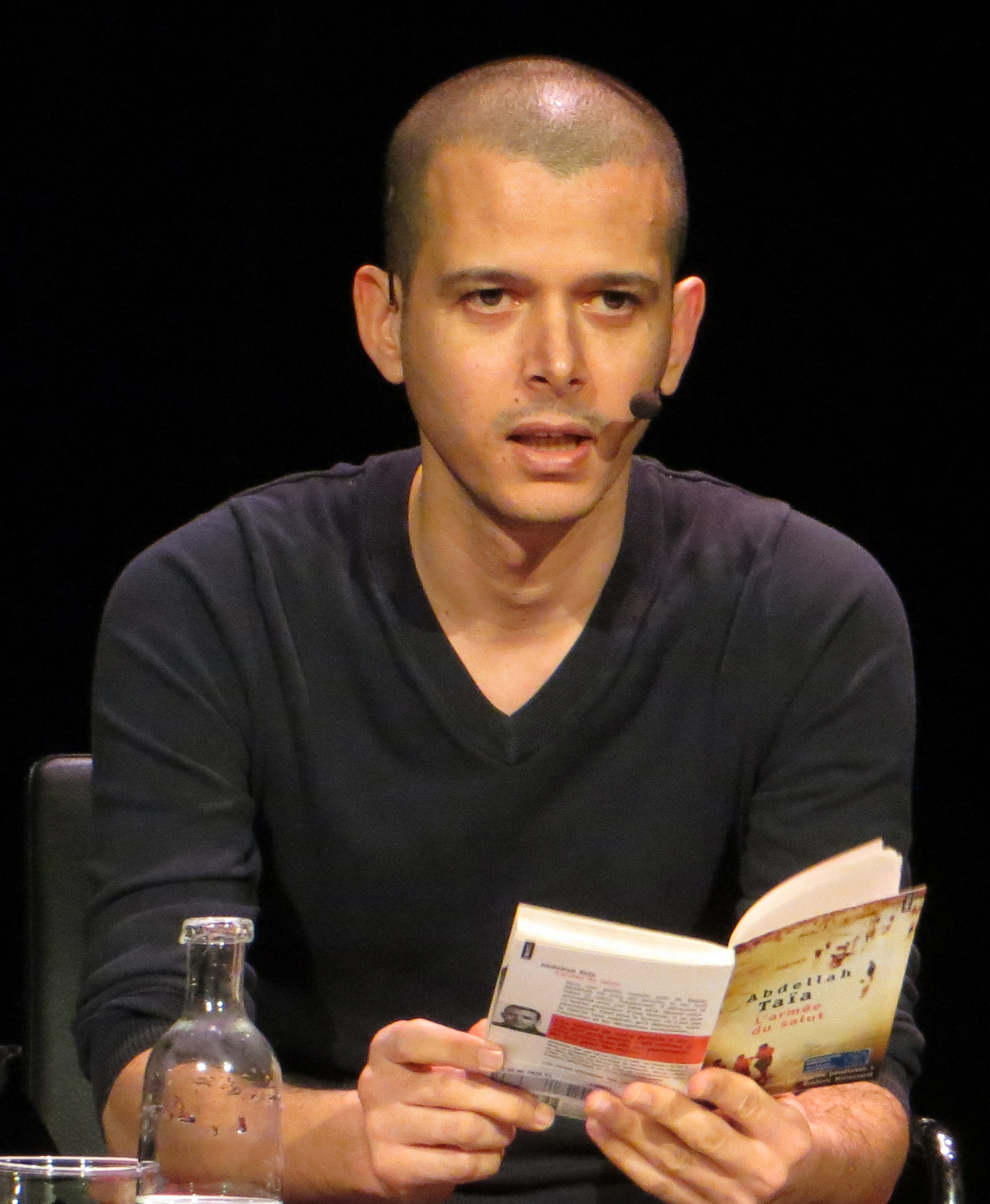
Abdellah Taïa (1973-)
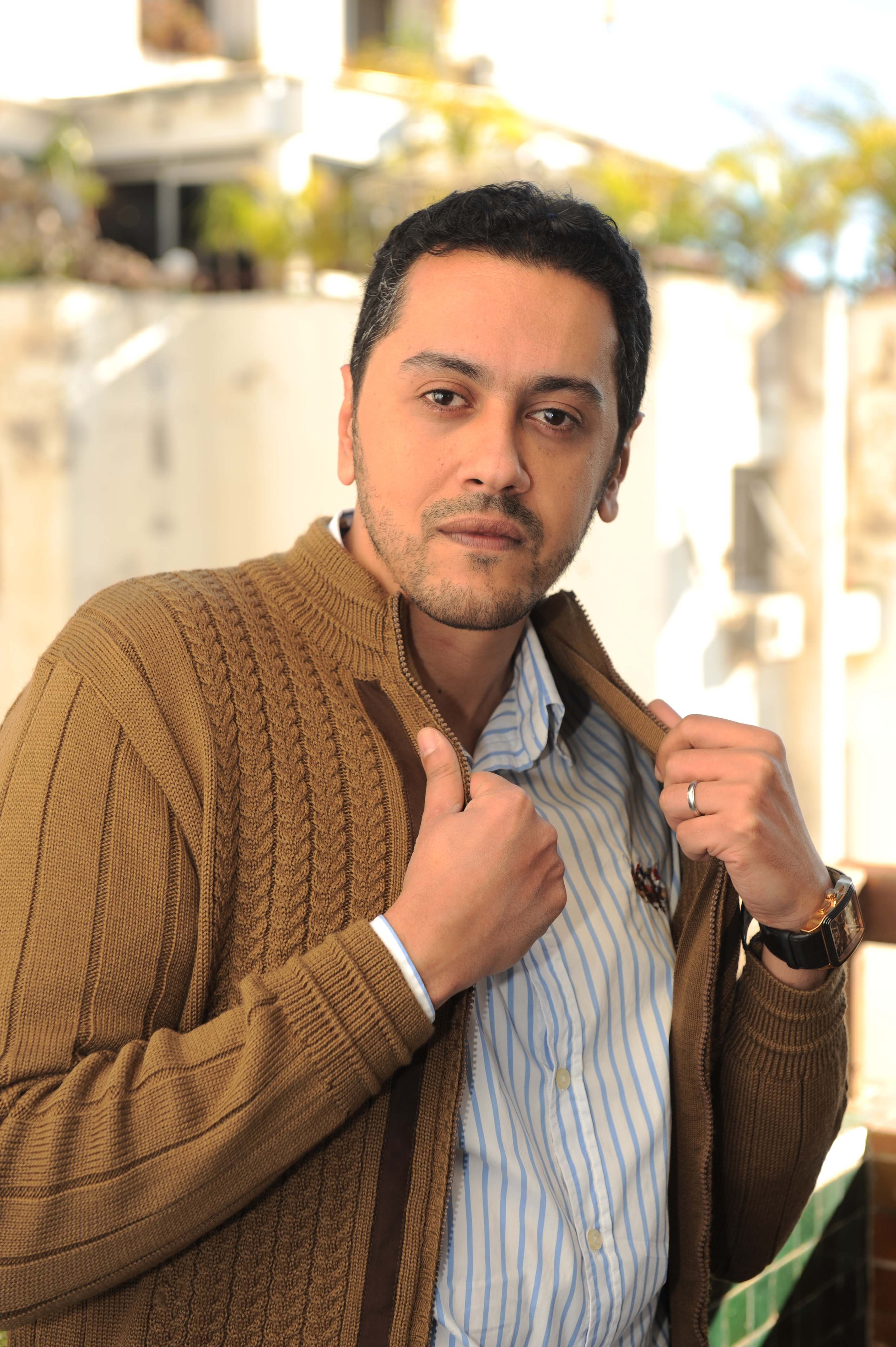
Réda Dalil (1978-)
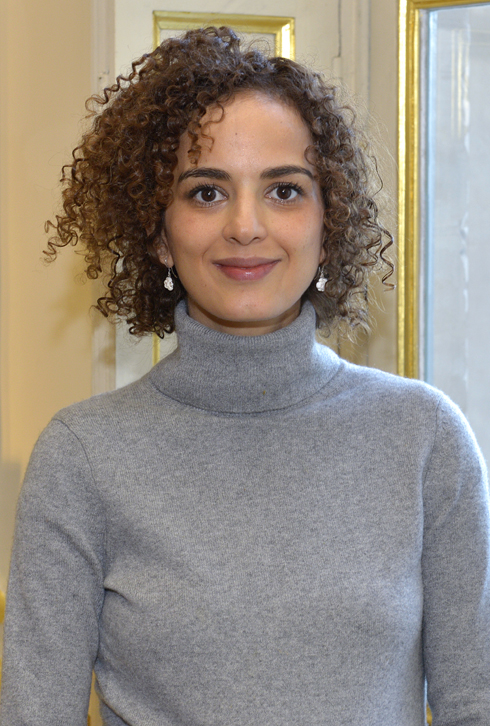
Leïla Slimani (1981-)

## Médias
En 2016, le classement mondial sur la liberté de la presse établi chaque année par Reporters sans frontières situe le Maroc au 131e rang sur 180 pays. Une lente mais régulière dégradation des libertés de la presse a été observée au Maroc par RSF. Les médias y sont dissuadés de traiter les sujets sensibles, tels que la monarchie, l'islam ou le Sahara occidental.
- Médias au Maroc
- Maghreb Arabe Presse

### Presse écrite
- Presse au Maroc

### Radio
- Agence nationale de réglementation des télécommunications, Haute Autorité de la communication audiovisuelle (Maroc)
- Audiovisuel au Maroc, Radiodiffusion au Maroc, Société nationale de radiodiffusion et de télévision
- Liste des stations de radio au Maroc

### Télévision
- Audiovisuel au Maroc

### Internet
- Internet au Maroc, Censure d'Internet au Maroc
- Al Aoula tv en direct ou RTM est la 1re chaine marocaine gérée par la société SNRT.

## Arts visuels
- Arts visuels, Arts plastiques, Art brut, Art urbain
- Art africain traditionnel, Art contemporain africain
- Art hafside, zianide et mérinide, art ziride et hammadide, art almoravide et almohade
- Personnalités
- Musées et galeries, Liste de musées au Maroc
  - Musée archéologique de Tétouan
  - Musée de l'histoire et des civilisations de Rabat
  - Galerie d'Art contemporain Mohamed-Drissi (1986, Tanger, Musée d'art contemporain de Tanger)
  - Musée Mohammed VI d'art moderne et contemporain (2014, Rabat)
  - L'Appartement 22 (2002, Rabat, Abdellah Karroum)
- Centres de formation
  - École des beaux-arts de Casablanca (1919)[12]
- Festivals

### Marché de l'art
Au cours des années 2000 aux côtés de l'Afrique du Sud et du Nigeria, le Maroc constitue un des piliers du marché de l'art en africain en pleine croissance et structuration, comme l'indique le Africa Art Market Report.

### Art contemporain
L'art contemporain marocain, même s'il n'occupe qu'une part minimale dans le pays, est en plein essor. Depuis les années 1990-2000 de nombreuses villes marocaines se sont dotées d'institutions qui participent à la diffusion de l'art contemporain dans le pays: L'appartement 22 installé à Rabat et son antenne radio Radioappartement22 (ou R22), La cinémathèque de Tanger, L'atelier de la Source du Lion à Casablanca, la résidence et le centre Dar Al-Ma’mûn, la foire d’Art de Marrakech et la Biennale de Marrakech (anciennement Arts in Marrakech — AiM — Biennale), toutes présentes à Marrakech.
Les galeries d'art locales telles que la Galerie Villa Delaporte, l'Atelier 21, la Galerie Matisse et la Galerie FJ participent aussi, dans une certaine mesure, à cet effort de diffusion de l'art contemporain marocain.
Le marché international d'art contemporain est de plus en plus impliqué dans cette démarche comme le prouvent les expositions internationales « Africa Remix » en 2004, Manifesta 8 en 2008 et «Uneven Geography» en 2010. Ces dernières ont prétendu donner une vision globale de l'art contemporain et ont accueilli des artistes marocains.
Les grandes expositions régionales restent aussi de bons moyens pour améliorer la visibilité des artistes contemporains marocains. Le Biennale de Dakar, qui a lieu tous les 2 ans au Sénégal, se propose de mettre en valeur l'art contemporain africain et inclut aussi des artistes marocains parmi ses exposants.

### Artistes contemporains marocains
Malgré la sous-représentation des artistes locaux dans le marché global, il y a de plus en plus d'artistes contemporains marocains exerçant au Maroc ou ailleurs. Des artistes marocains ou ayant des origines marocaines comme Mounir Fatmi bénéficie d'une notoriété importante dans le marché de l'art contemporain. D'autres artistes comme Latifa Echakhch, Mohamed El Baz, Bouchra Khalili, Majida Khattari, Mehdi-Georges Lahlou et Younes Baba-Ali participent aussi à l'essor de l'art contemporain marocain.
Les artistes sont aussi à l'origine de nombreuses initiatives en ce sens. Par exemple, le plasticien Hassan Darsi est à l'origine de la création de l'Atelier de la Source du Lion en 1995. Cet atelier est non seulement un espace de création mais aussi une résidence pour les artistes. L'artiste Yto Barrada a créé en 2006 la Cinémathèque de Tanger ayant pour but de développer la culture cinématographique au Maroc. Le Collectif 212, un collectif d'artistes contemporains marocains, est composé entre autres des artistes Amina Benbouchta (1963-), Hassan Echair, Jamila Lamrani, Safaa Erruas (1976-) et Younès Rahmoun (1975-). Il est aussi un espace de créations et de collaborations artistiques avec d'autres artistes tel qu'Hicham Benohoud.
D'autres artistes prometteurs, tels que Batoul Shim et Karim Rafi, participent à l'expansion du monde de l'art contemporain au Maroc. Ils ont tous deux participé au projet « Working for Change », un projet désirant agir sur le tissu même de la société marocaine et dont la première édition a eu lieu à Venise au cours de la Biennale de 2011
.
Le renouveau de l'élite marocaine a été assurée avec l'arrivée en 2012 du Mouvement Marocain des Artistes Plasticiens Sans Frontières dont l'objectif est de porter l'art marocain au statut d'Art international à travers l'organisation d’événements dans le monde entier. Cette association est présidée par l'artiste peintre Omar Belghiti.

### Peinture
La peinture marocaine, longtemps représentée par les artistes européens inspirés par la lumière et les couleurs du Maroc, a pris son essor à partir de la seconde moitié du XXe siècle, donnant naissance à des peintres de renommée internationale. Des galeries virtuelles permettent d’admirer leurs œuvres, tandis que le musée de Marrakech possède une importante collection d’art contemporain.
Parmi les peintres femmes, : Radia Bent Lhoucine (1912-1994), Fatma Gbouri (1924-), Jilali Gharbaoui (1929-1971), Chaïbia Talal (1929-2004), Regraguia Benhila (1940-2009), Amin Demnati (1942-1971), Fatima Hassan El Farrouj (1945-), Fatima Louardiri (1949-), Sadya Bairou (1963-2010), Lalla Essaydi, Nawal Sekkat, Leila Cherkaoui, Chourouk Hriech, Hayat Saïdi...
Parmi les peintres hommes : Mohamed Melehi (en) (1936-2020)...

### Gravure
- Gravures rupestres de la région de Figuig

### Architecture
Loin d’être représentatif de la diversité architecturale du Maroc, le style arabo-andalou est pourtant celui auquel on pense immédiatement lorsqu’on évoque le Royaume chérifien. Minarets, mosquées, caravansérails, fortifications, portes monumentales et palais couverts de calligraphies et d’arabesques évoquent la richesse et le raffinement de cette tradition citadine héritée d’Al Andalus.
- Architecture mauresque, Art hispano-mauresque
- Architecture islamique
- Art mozarabe, Architecture almohade en Espagne, Art des Omeyyades de Cordoue
- Médina, Riad, Tadelakt (stuc), Zellige, Sebka
- Habitat vernaculaire amazigh
- Tombeaux saadiens
- Urbanisme à Casablanca
- Architecture d'Agadir
- Fondation pour la photographie Tanger
- Agences urbaines au Maroc

## Arts du spectacle
Ce sont des composants du patrimoine culturel immatériel des Marocains, et ce en tant que formes traditionnelles ou dans leurs formes modernes et contemporaines. C'est le reflet de la créativité de la communauté marocaine, poussée par un travail collectif.

### Musique
Connue autrefois sous le nom de "moussiqua al-âla", c'est une musique de cour, jouée et chantée dans les grandes villes du Nord du royaume : Fès, Meknès, Tétouan, et Tanger essentiellement. Elle est surtout présente dans le Nord du pays du fait de l'histoire de ces régions et des origines de leurs habitants (arabes chassés de l'Andalousie). L'orchestre est composé du plusieurs instruments à cordes. Les poèmes sont en arabe classique ou dialectal. Les membres de l'orchestre sont tous vêtus de djellabas blanches.
- Musique marocaine
- Instruments de musique du Maroc
- Types de musique
  - Musique berbère
  - Musique lila ou Layla : hadra (Aïssawa, Jilala), derdeba (Gnaoua), sadaqa ou yad el hadra (Hamadsha)
  - Melhoun
  - Gharnati
  - Chaâbi marocain
  - Raï
  - Reggada
  - Rap marocain

### Danse

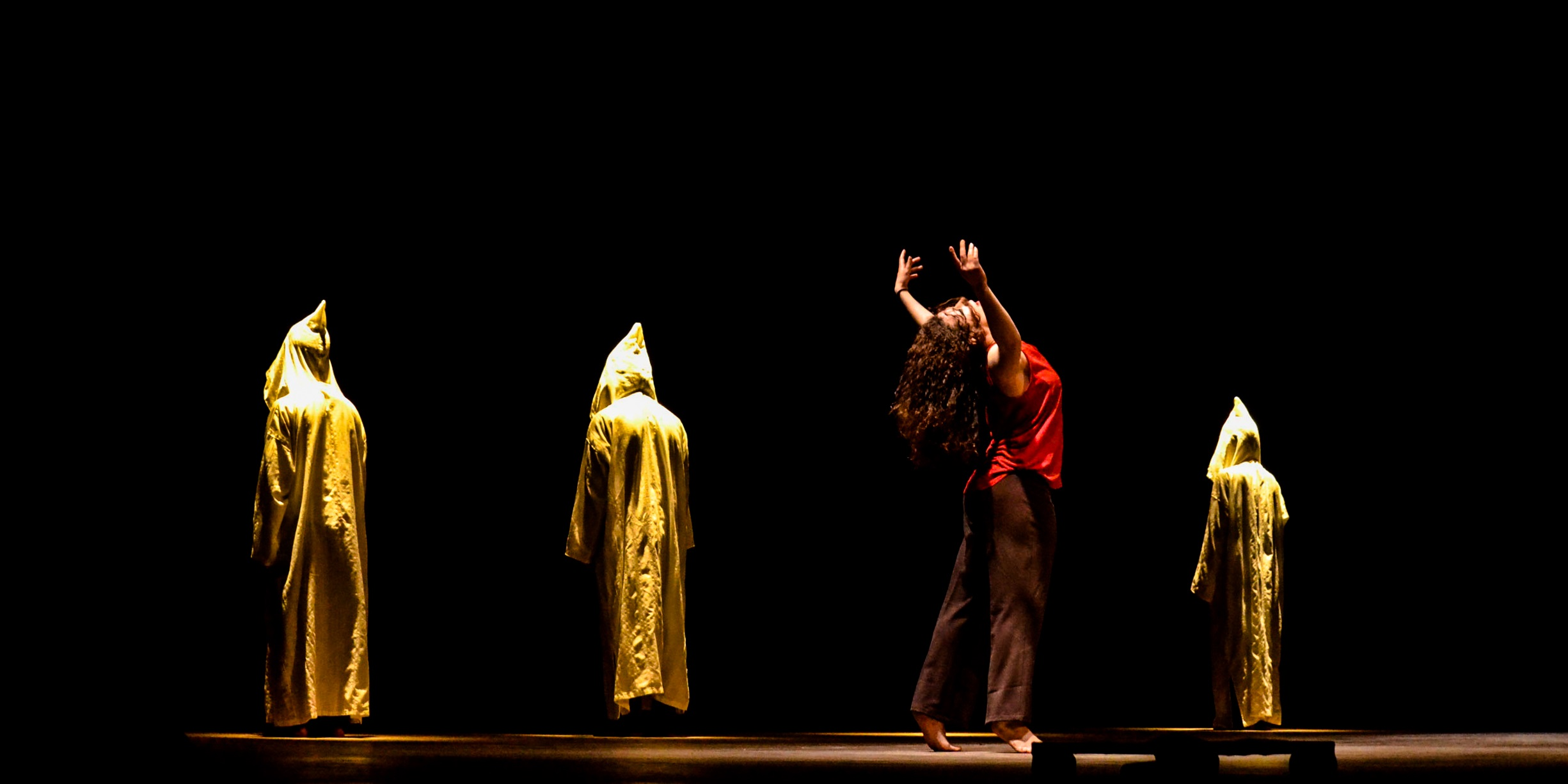
Danse contemporaine.

Plusieurs styles de danses traversent les régions, dont la reggada, issue d'une danse guerrière rifaine que l'on nomme imedyazen ou aarfa. Les guerriers rifains dansaient en signe de victoire sur l'ennemi, d'où l'usage du fusil, les frappes de pieds au sol se font au rythme de la musique et symbolisent l'appartenance à la terre du Rif. Les Arfa sont une très ancienne famille de chioukhs (maîtres) du Rif. Le cheikh chioukh (maitre des maitres) des Arfa porte le titre de Arif2. Elle est plus précisément originaire de la ville de Berkane situé dans le Rif.[réf. nécessaire]

### Théâtre
La première représentation théâtrale au Maroc a eu lieu en 1923, c'était la troupe de Fatema Rochdi qui avait produit un spectacle à des citoyens de la ville de Fès, et depuis, le théâtre dans le royaume du Maroc n'a cessé de se développer. Étant d'abord une résistance face au protectorat, il est devenu festivité, pour enfin expérimenter de nouvelles dimensions scénographiques.
Le parcours du théâtre au Maroc laisse clairement entrevoir que cette forme d'expression artistique oscillait entre un public élitiste et une culture populaire. Il est devenu avant l'indépendance du pays une partie intégrante des arts éclectiques, ce qui a entretenu et développer des ponts entre le spectacle théâtrale et son discours au Maroc et le théâtre et sa littérature en Europe. Le premier a donc rechercher une expérimentation artistique à caractère littéraire. Quelques auteurs marocains ont adapté des œuvres étrangères afin de combler le manque dû à l'écriture théâtrale au Maroc, et les écrits de Molière figurent parmi ce qui a le plus était adapté pour le théâtre arabe et marocain.
Le 14 mai est la journée nationale du théâtre au Maroc.
- Dramaturges marocains : Ahmed Taïeb El Alj (1928-2012), Abdeslam Chraïbi (1936-2006), Tayeb Saddiki (1939-2016), Chafik Shimi (1948-)...

#### Ressources
- Najib Bendaoud, Le théâtre cérémoniel (al lhtifaliyya), article, Horizons Maghrébins - Le droit à la mémoire, 2008 - 58, p. 75-81
- Bouchra Chakir, Le théâtre au Maroc, des origines à nos jours, L'Harmattan, 2021
- Omar Fertat, Le théâtre amateur marocain. Trajectoire d’un théâtre alternatif, article, Presses Universitaires de Bordeaux, 2009
- Omar Fertat, Le théâtre marocain à l'épreuve du texte étranger - Traduction, adaptation, nouvelle dramaturgie, Presses universitaires de Bordeaux, 2018, 681 pages  (ISBN 978-2-86781-859-2)
- Omar Fertat, Théâtre, monde associatif et francophonie au Maroc, 2005 - colloque international organisé par La Maison des sciences de l'Homme d'Aquitaine, « Le tissu associatif. Facteur identitaire de la francophonie », 17-18 novembre 2005, Pessac[25] (consulté le 8 août 2021)
- Omar Fertat, Le théâtre marocain d’expression française : une histoire à écrire, article, Environnement francophone en milieu plurilingue, 2012, Presses universitaires de Bordeaux, p. 549-570
- Omar Fertat, André Voisin, l’initiateur oublié du théâtre populaire marocain, article, Pour un théâtre-monde, Presses Universitaires de Bordeaux, 2013
- Angela Daiana Langone, Tayeb Saddiki (1939-2016), un pont entre les dramaturgies arabes et l’Occident. Témoignage d’un entretien, article, Horizons/Théâtre, 2018 / 12, Les dramaturgies arabes et l'Occident, p. 170-183
- Baker Saddiki, Le théâtre au Maroc, état des lieux, article, Critical Stages/Scènes critiques, The IATC journal/Revue de l'AICT, June/Juin 2020 : Issue No 21
- Chafik Shimi, Identités du théâtre marocain (1989, thèse)

### Autres scènes: marionnettes, mime, pantomime, prestidigidation
- Cabaret, toute forme mineure des arts de scène
- Théâtre traditionnel marocain
- Art des marionnettes au Maroc[26]

### Cinéma
- Cinéma marocain
- Institutions

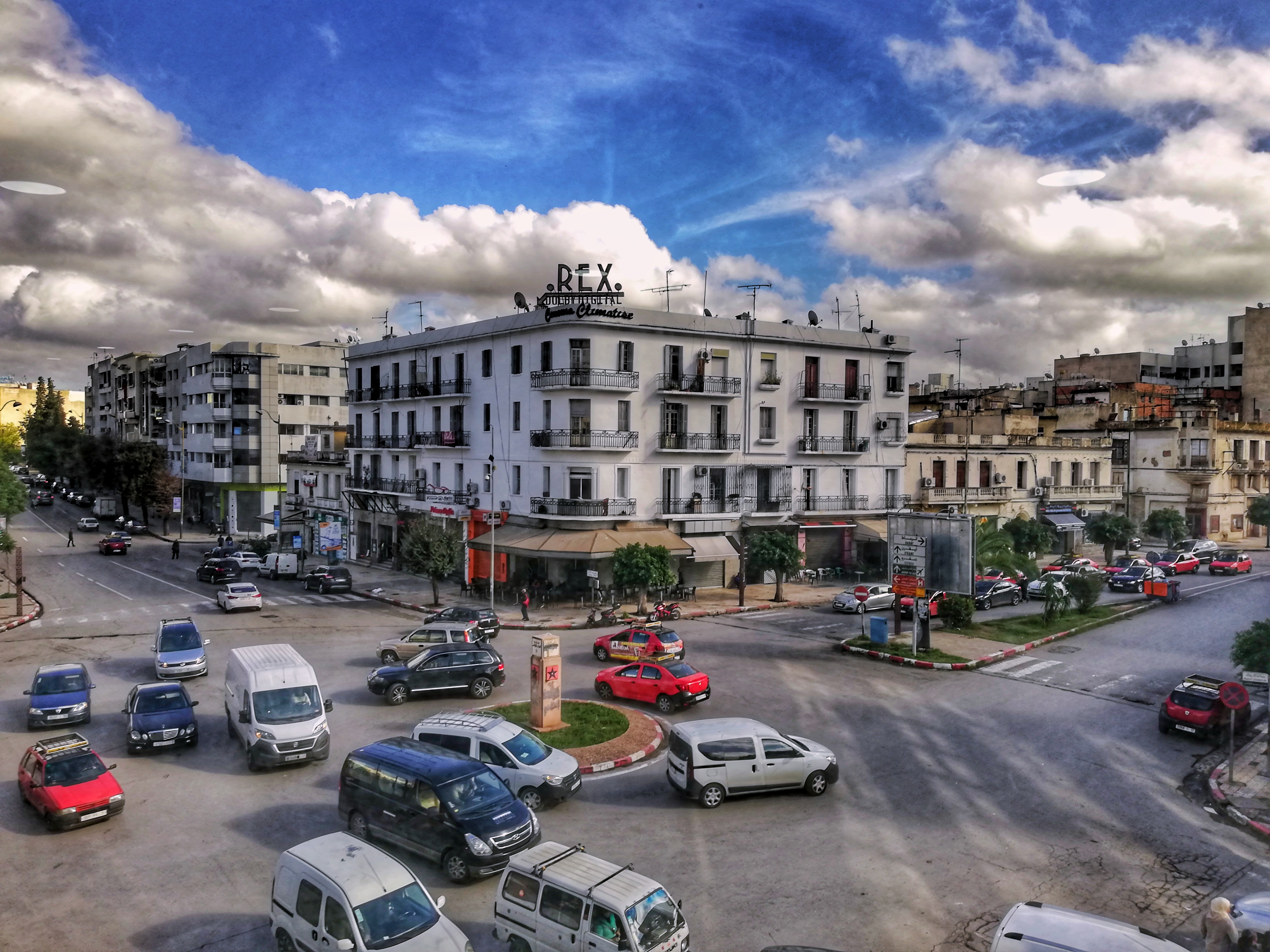
Le cinéma Rex à Fès.

  - Centre cinématographique marocain (CCM)
- Festivals cinématographiques
  - Festival national du film (Maroc) depuis 1982
  - Festival international des films berbères
  - Festival international du cinéma d'auteur de Rabat
  - Festival international du film de Marrakech
  - Festival international de cinéma d'animation de Meknès
  - Festival international du film arabe d'Oran

## Tourisme au Maroc
- Tourisme au Maroc
- Office national marocain du tourisme
- Liste des sites et monuments au Maroc

Le tourisme au Maroc joue un rôle important dans l'économie marocaine, en raison de la stabilité sécuritaire dont le pays a bénéficié par rapport aux autres pays voisins d'Afrique du Nord. Le gouvernement marocain a créé son premier ministère du Tourisme en 1985. Le tourisme au Maroc constitue le noyau principal du secteur des services dans le pays. Le Maroc dispose d’un réseau routier et ferroviaire d’une longueur de 59 474 km pour les routes et 1 813 km pour les voies ferrées. Les principaux aéroports internationaux se trouvent à : Casablanca, Rabat, Agadir, Fès, Marrakech, Tanger, Ouarzazate, Oujda, Laâyoune, Nador, Errachidia et Dakhla. Les principaux ports sont situés à Casablanca, Mohammedia, Kénitra, Tanger, Dakhla, Nador et Agadir,.
La revue argentine El Diario De VIAJE a souligné que le Maroc se positionne comme une « destination phare du tourisme mondial », après avoir enregistré un chiffre record de touristes étrangers durant les sept premiers mois de l’année 2024. En effet, le pays a accueilli dix millions de visiteurs en seulement sept mois, enregistrant ainsi une croissance de 15 % par rapport à la même période de l’année précédente.

## Patrimoine
- Le programme Mémoire du monde (UNESCO, 1992) inscrit dans son registre international Mémoire du monde (au 15 janvier 2016) :
  - 2011 : Le Livre des exemples (« Kitab al-ibar, wa diwan al-mobtadae wa al-khaba »).
  - 2017 : manuscrit de al-Zahrāwīsur (Abu Al-Qasim : Al-Tasrif).
- Monuments historiques et sites au Maroc

- La casbah d’Aït-ben-Haddou est un monument classé Mémoire du monde ; elle a été le cadre de plusieurs films et elle est fréquentée par les touristes[30].

- La mosquée Hassan-II est une grande mosquée qui se trouve au bord de l'Atlantique à Casablanca ; construite en 1994 pour le roi Hassan II, ce monument représente la nouvelle culture arabo-andalouse au Maroc[31].

### Musées et autres institutions
- Liste de musées au Maroc

### Liste du Patrimoine mondial
Le programme Patrimoine mondial (UNESCO, 1971) a inscrit dans sa liste du Patrimoine mondial (au 12 janvier 2016) : Liste du patrimoine mondial au Maroc.

### Liste représentative du patrimoine culturel immatériel de l’humanité
Le programme Patrimoine culturel immatériel (UNESCO, 2003) a inscrit dans sa liste représentative du patrimoine culturel immatériel de l’humanité (au 15 janvier 2016) :
- 2008 : Le Moussem de Tan-Tan[32].
- 2008 : L’espace culturel de la place Jemaa el-Fna[33].
- 2012 : Le festival des cerises de Sefrou[34].
- 2012 : La fauconnerie, un patrimoine humain vivant[35].
- 2013 : La diète méditerranéenne[36].
- 2014 : L’argan, pratiques et savoir-faire liés à l’arganier[37].

## Initiatives politiques
En août 2021, le gouvernement marocain annonce la création "d'une agence nationale chargée de la promotion des arts et de la culture du Maroc au niveau international".

### Filmographie
- Maroc en musiques, film d'Izza Genini, Ohra, Paris ; ADAV, 2011 3 DVD (1 h 44 min, 1 h 45 min, 1 h 45 min)
- Maroc, la face cachée du paradis, film de Thorsten Niemann, Arte, Paris, ADAV, 2011, 52 min (DVD)
- Ô Racines, film de Cécile Couraud, Wendigo films, Paris, ADAV, 2011, 56 min (DVD)